# Dantes Inferno (Göttliche Komödie)

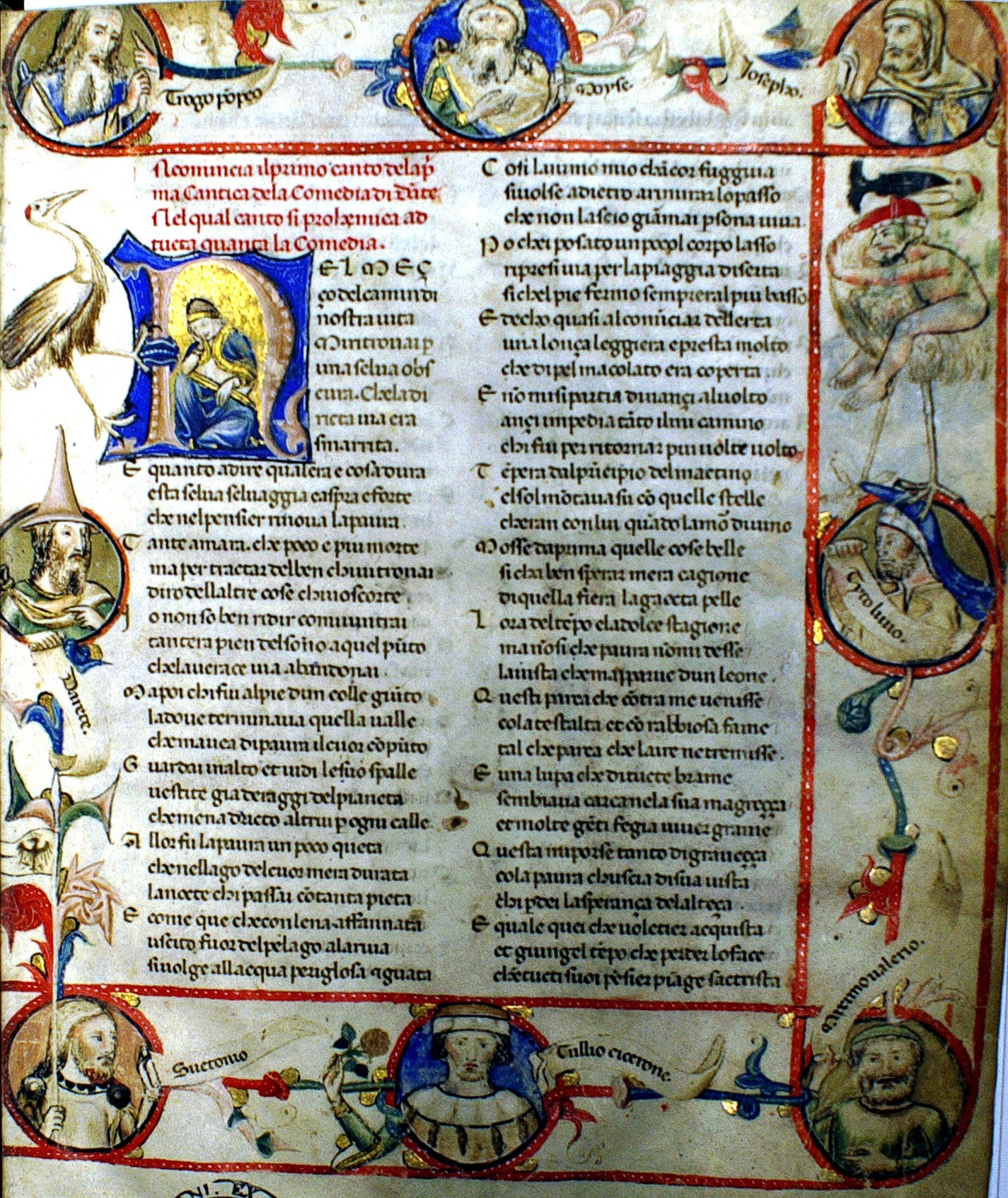
Die Göttliche Komödie, Codex Altonensis, um 1360

Inferno (italienisch: [iɱˈfɛrno]; italienisch für „Hölle“) ist der erste Teil des epischen Gedichts Göttliche Komödie des italienischen Schriftstellers Dante Alighieri (14. Jh.). Es folgen das Purgatorio und das Paradiso. Das Inferno beschreibt Dantes Reise durch die Hölle, geführt von dem antiken römischen Dichter Vergil. In dem Gedicht wird die Hölle in Form von neun konzentrischen Kreisen der Qual dargestellt, die sich innerhalb der Erde befinden; es ist das „Reich … derjenigen, die geistige Werte zurückgewiesen haben, indem sie bestialischen Begierden oder Gewalt nachgaben oder ihren menschlichen Verstand zu Betrug oder Bosheit gegen ihre Mitmenschen pervertierten“. Als Allegorie stellt die Göttliche Komödie die Reise der Seele zu Gott dar, wobei das Inferno die Anerkennung und Ablehnung der Sünde beschreibt.

## Einführung

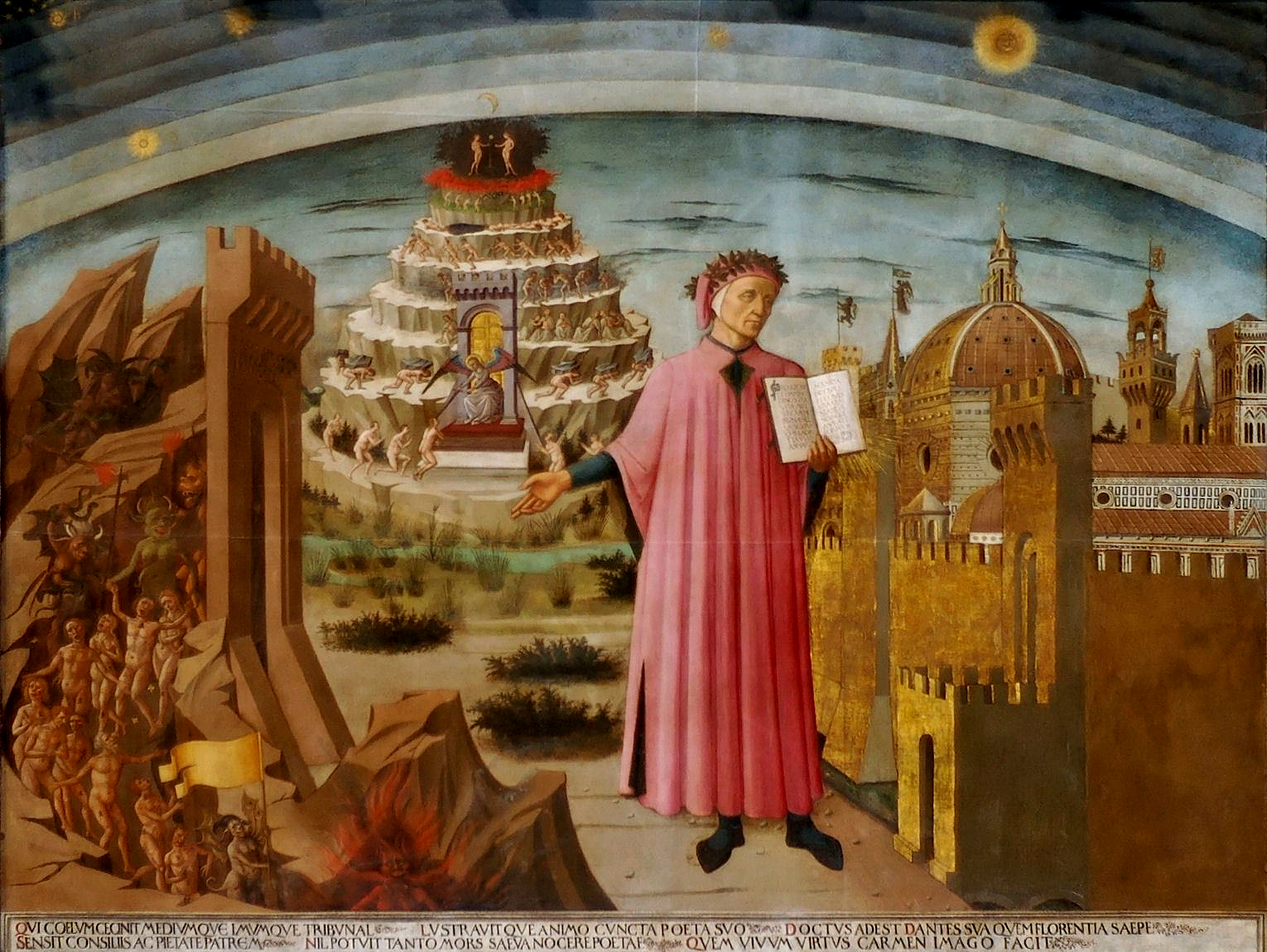
Domenico di Michelino: Dante und sein Epos Die Göttliche Komödie

### Canto I–III

#### Canto I

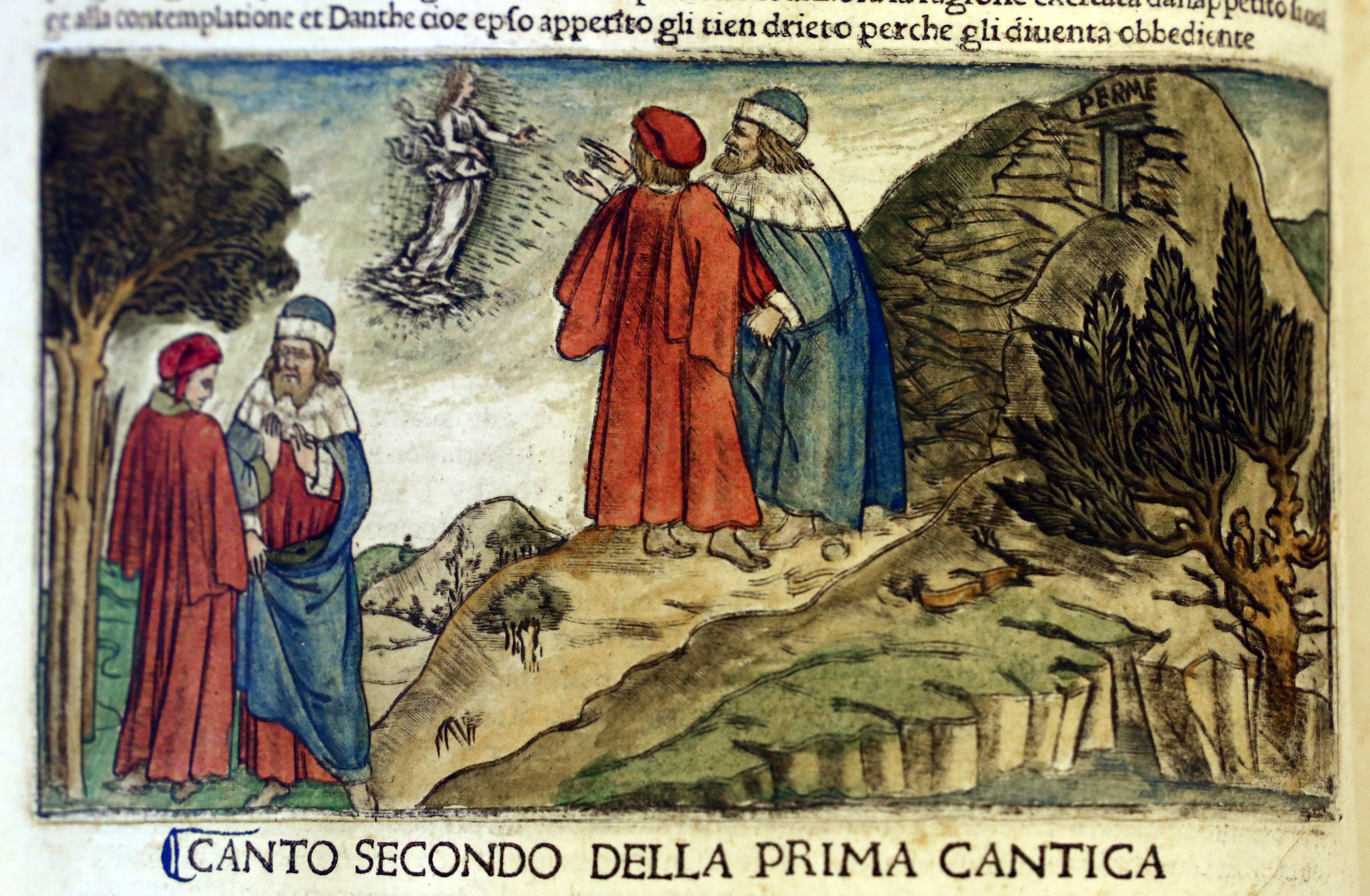
Dante, Virgil und Beatrice

Das Gedicht beginnt in der Nacht des Gründonnerstags am 24. März (oder 7. April), 1300 n. Chr., kurz vor dem Morgengrauen des Karfreitags. Der Erzähler, Dante selbst, ist fünfunddreißig Jahre alt und damit „auf halbem Weg unseres Lebens“ (Nel mezzo del cammin di nostra vita) – die Hälfte der biblischen Lebensspanne von siebzig Jahren (Psalm (Ps 90,10 ), Vulgata; Psalm 90:10, KJV). Der Dichter findet sich verloren in einem dunklen Wald (selva oscura), verirrt vom „geraden Weg“ (diritta via, auch übersetzbar als „rechter Weg“) des Heils. Er macht sich auf den Weg, um direkt auf einen kleinen Berg zu klettern, aber sein Weg wird von drei Tieren versperrt, denen er nicht ausweichen kann: einer lonza (gewöhnlich als „Leopard“ oder „leopon“ übersetzt), einem leone (Löwe) und einer lupa (Wölfin). Die drei Tiere, die aus Jeremia (Jer 5,6 ) entnommen sind, sollen die drei Arten von Sünde symbolisieren, die die reuelose Seele in eine der drei Hauptabteilungen der Hölle bringen. Nach John Ciardi sind dies Wollust (die Wölfin), Gewalt und Bestialität (der Löwe) und Betrug und Bosheit (der Leopard).
Dorothy L. Sayers ordnet den Leoparden der Wollust (Inkontinenz) und die Wölfin dem Betrug/der Bosheit zu. Es ist jetzt in der Morgendämmerung des Karfreitags, 8. April, die Sonne geht im Widder auf. Die Bestien treiben ihn verzweifelt zurück in die Dunkelheit des Irrtums, einen „unteren Ort“ (basso loco), wo die Sonne schweigt (il sol tace). Dante wird jedoch von einer Gestalt gerettet, die verkündet, dass er sub Iulio (d. h. in der Zeit von Julius Cäsar) geboren wurde und unter Augustus lebte: Es ist der Schatten des römischen Dichters Virgil, Autor der Aeneis, eines lateinischen Epos.

#### Canto II
Am Abend des Karfreitags zögert Dante, als er Virgil folgt; Virgil erklärt, dass er von Beatrice, dem Symbol der göttlichen Liebe, gesandt wurde. Beatrice war von der Jungfrau Maria (symbolisch für das Mitgefühl) und der heiligen Lucia (symbolisch für die erleuchtende Gnade) bewegt worden, Dante zu helfen. Rachel, Symbol für das kontemplative Leben, erscheint ebenfalls in der von Virgil erzählten himmlischen Szene. Die beiden beginnen dann ihre Reise in die Unterwelt.

### Vestibül der Hölle

#### Canto III

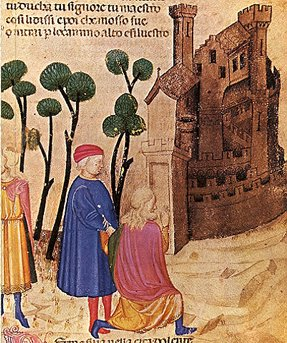
Dante und Virgil vor dem Tor zur Hölle

Dante durchschreitet das Tor der Hölle, das eine Inschrift trägt, die mit dem berühmten Satz endet: Lasciate ogne speranza, voi ch'intrate, der meist mit „Gebt alle Hoffnung auf, die ihr hier eintretet“ übersetzt wird. Dante und sein Führer hören die gequälten Schreie der Unbeteiligten. Das sind die Seelen von Menschen, die im Leben keine Partei ergriffen haben; die Opportunisten, die weder für das Gute noch für das Böse eintraten, sondern nur mit sich selbst beschäftigt waren. Unter ihnen erkennt Dante eine Figur, die er als Papst Coelestin V. deutet, dessen „Feigheit (in selbstsüchtigem Schrecken um sein eigenes Wohlergehen) als die Tür diente, durch die so viel Böses in die Kirche kam“. Unter sie mischen sich Ausgestoßene, die bei der Rebellion der Engel keine Seite ergriffen haben. Diese Seelen sind für immer unklassifiziert; sie sind weder in der Hölle noch außerhalb von ihr, sondern halten sich an den Ufern des Acheron auf. Nackt und vergeblich rasen sie durch den Nebel in ewiger Verfolgung eines schwer fassbaren, schwankenden Banners (symbolisch für ihr Streben nach immer neuen Eigeninteressen), während sie unerbittlich von Schwärmen von Wespen und Hornissen verfolgt werden, die sie ständig stechen. Verabscheuungswürdige Maden und Würmer zu Füßen der Sünder trinken die faulige Mischung aus Blut, Eiter und Tränen, die an ihren Körpern herunterfließt. Dies symbolisiert den Stachel ihres schlechten Gewissens und die Abscheu vor der Sünde. Dies kann auch als ein Spiegelbild der geistigen Stagnation gesehen werden, in der sie lebten.

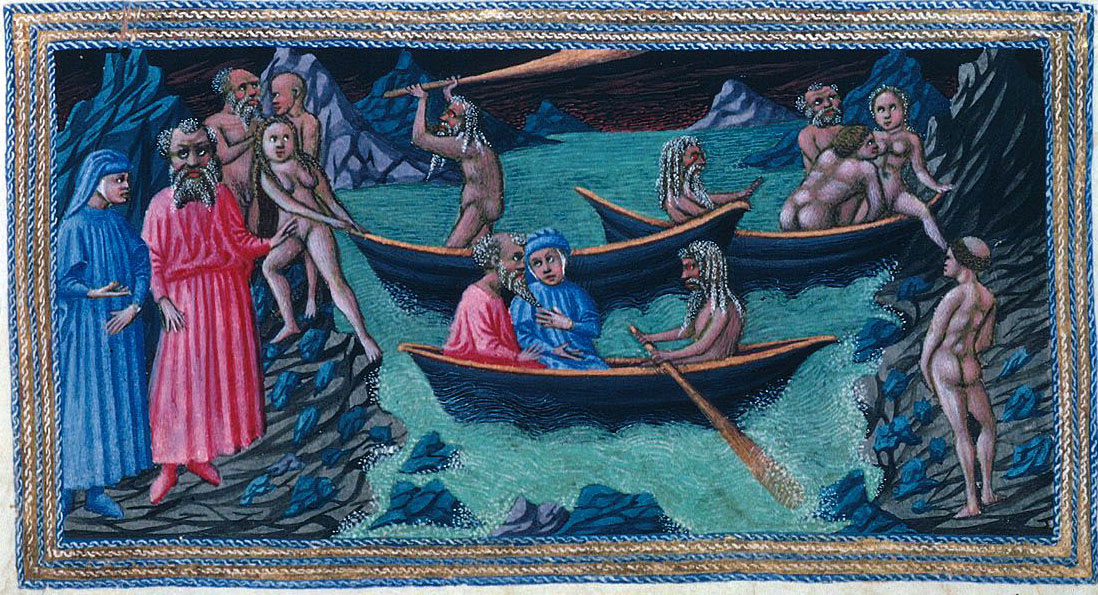
Priamo della Querca: Dante und Virgil überqueren mit Charon den Fluss Acheron

Nachdem sie das Vestibül durchquert haben, erreichen Dante und Virgil die Fähre, die sie über den Fluss Acheron und in die eigentliche Hölle bringen wird. Die Fähre wird von Charon gelenkt, der Dante nicht einsteigen lassen will, da er ein lebendes Wesen ist. Virgil zwingt Charon, ihn mitzunehmen, indem er erklärt: Vuolsi così colà dove si puote / ciò che si vuole („Es ist so gewollt, wo die Macht ist, das zu tun, was gewollt ist“), was sich auf die Tatsache bezieht, dass Dante auf seiner Reise aus göttlichem Grund ist. Das Wehklagen und Lästern der verdammten Seelen, die Charons Boot betreten, kontrastiert mit dem freudigen Gesang der gesegneten Seelen, die im Purgatorio mit der Fähre ankommen. Die Überfahrt über den Acheron ist jedoch unbeschrieben, da Dante ohnmächtig wird und erst auf der anderen Seite wieder erwacht.

## Neun Kreise der Hölle

### Übersicht
Virgil fährt fort, Dante durch die neun Kreise der Hölle zu führen. Die Kreise sind konzentrisch, sie stellen eine allmähliche Zunahme der Schlechtigkeit dar und kulminieren im Zentrum der Erde, wo Satan gefangen gehalten wird. Die Sünder jedes Kreises werden für die Ewigkeit auf eine Art und Weise bestraft, die zu ihren Verbrechen passt: jede Bestrafung ist ein contrapasso, ein symbolischer Fall von poetischer Gerechtigkeit. Zum Beispiel begegnen Dante und Virgil später im Gedicht Wahrsagern, die mit dem Kopf nach hinten gehen müssen, unfähig zu sehen, was vor ihnen liegt, weil sie versucht haben, die Zukunft mit verbotenen Mitteln zu sehen. Ein solcher contrapasso „funktioniert nicht nur als eine Form der göttlichen Rache, sondern vielmehr als die Erfüllung eines Schicksals, das jede Seele während ihres Lebens frei gewählt hat“. Menschen, die gesündigt haben, aber vor ihrem Tod um Vergebung gebetet haben, finden sich nicht in der Hölle, sondern im Fegefeuer, wo sie sich abmühen, von ihren Sünden frei zu werden. Diejenigen, die in der Hölle sind, sind Menschen, die versucht haben, ihre Sünden zu rechtfertigen und die nicht reuig sind.
Dantes Hölle basiert strukturell auf den Ideen von Aristoteles, aber mit „gewissen christlichen Symbolismen, Ausnahmen und Fehlkonstruktionen von Aristoteles' Text“ und einer weiteren Ergänzung aus Ciceros De officiis. Virgil erinnert Dante (die Figur) an „jene Seiten, auf denen die Ethik von drei / Zuständen erzählt, die dem Willen und der Herrschaft des Himmels widersprechen / Unkeuschheit, Laster und rohe Bestialität“. Cicero seinerseits hatte die Sünden in Gewalttätigkeit und Betrug unterteilt. Indem er Ciceros Gewalttätigkeit mit Aristoteles' Bestialität und seinen Betrug mit Bosheit oder Laster verschmolz, erhielt Dante, der Dichter, drei Hauptkategorien der Sünde, die durch die drei Bestien symbolisiert werden, denen Dante in Canto I begegnet: diese sind Wollust, Gewalttätigkeit/Bestialität und Betrug/Malice. Die Sünder, die für Wollust (= Inkontinenz) bestraft werden – die Lüstlinge, die Vielfraße, die Hamsterer und Verschwender und die Zornigen und Mürrischen – zeigen alle Schwäche bei der Kontrolle ihrer Begierden, Wünsche und natürlichen Triebe; nach Aristoteles' Ethik ist Wollust weniger verdammenswert als Bosheit oder Bestialität, und deshalb befinden sich diese Sünder in vier Kreisen der Oberhölle (Kreise 2–5). Diese Sünder erleiden geringere Qualen als diejenigen, die in die Untere Hölle, die sich innerhalb der Mauern der Stadt Dis befindet, verbannt werden, weil sie Gewalttaten und Betrug begangen haben – letzteres beinhaltet, wie Dorothy L. Sayers schreibt, „Missbrauch der spezifisch menschlichen Fähigkeit der Vernunft“. Die tieferen Ebenen sind in einen Kreis für Gewalt (Kreis 7) und zwei Kreise für Betrug (Kreise 8 und 9) unterteilt. Als Christ fügt Dante der Oberen Hölle den Kreis 1 (Vorhölle) und der Unteren Hölle den Kreis 6 (Ketzerei) hinzu, was insgesamt 9 Kreise ergibt; unter Einbeziehung der Vorhalle des Sinnlosen führt dies zu einer Hölle mit 10 Hauptabteilungen. Diese „9+1=10“-Struktur findet sich auch im Purgatorio und im Paradiso. Die untere Hölle ist weiter unterteilt: Kreis 7 (Gewalt) ist in drei Ringe unterteilt, Kreis 8 (Betrug) ist in zehn Bolgen unterteilt, und Kreis 9 (Verrat) ist in vier Regionen unterteilt. Somit enthält die Hölle insgesamt 24 Abteilungen.

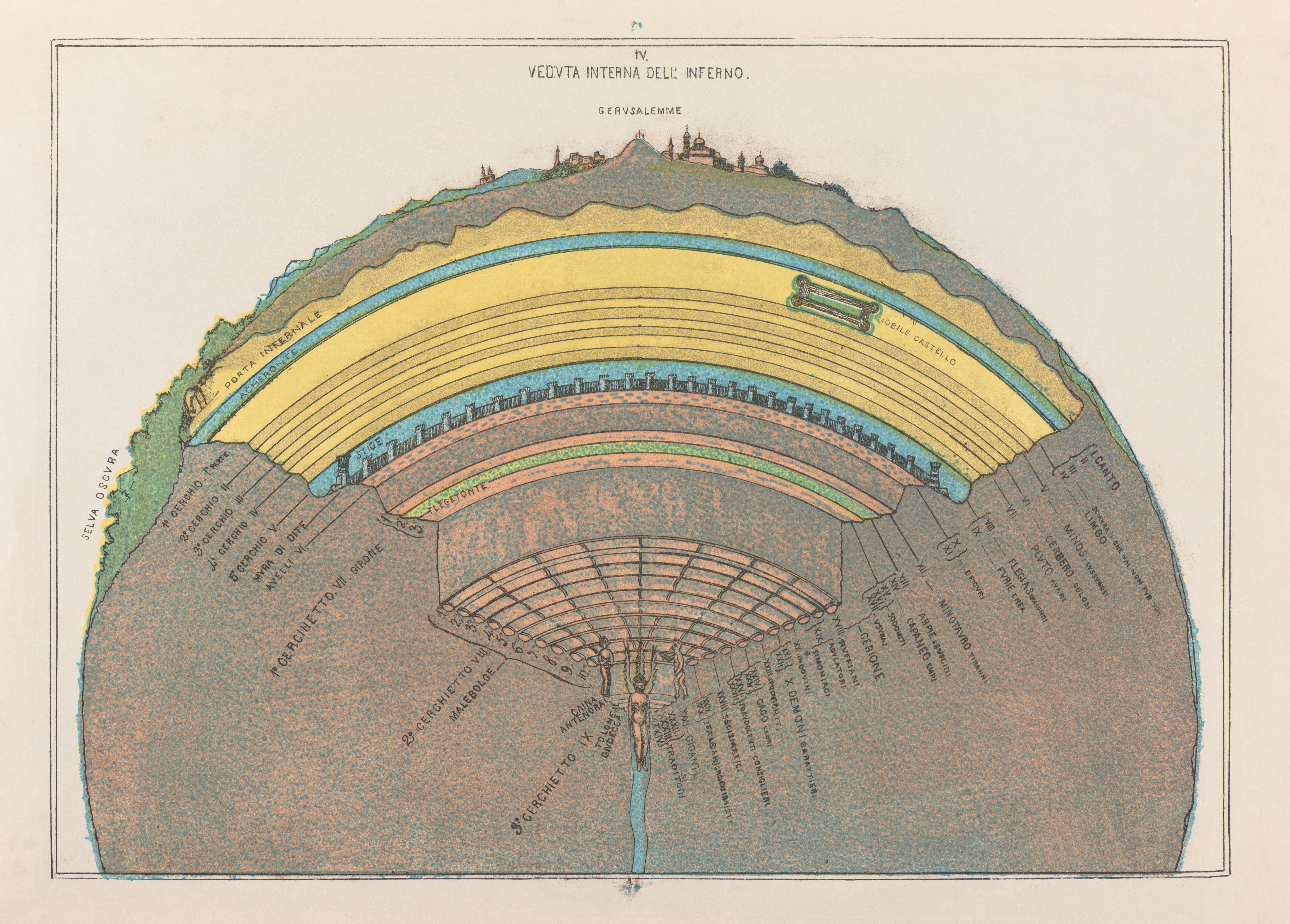
Michelangelo Caetani: Querschnitt durch Dantes Inferno, 1855

Die neun Kreise der Hölle sind:
1. Vorhölle
2. Lust
3. Völlerei
4. Gier
5. Zorn
6. Häresie
7. Gewalt
8. Betrug
9. Verrat

### Erster Kreis (Vorhölle)

#### Canto IV

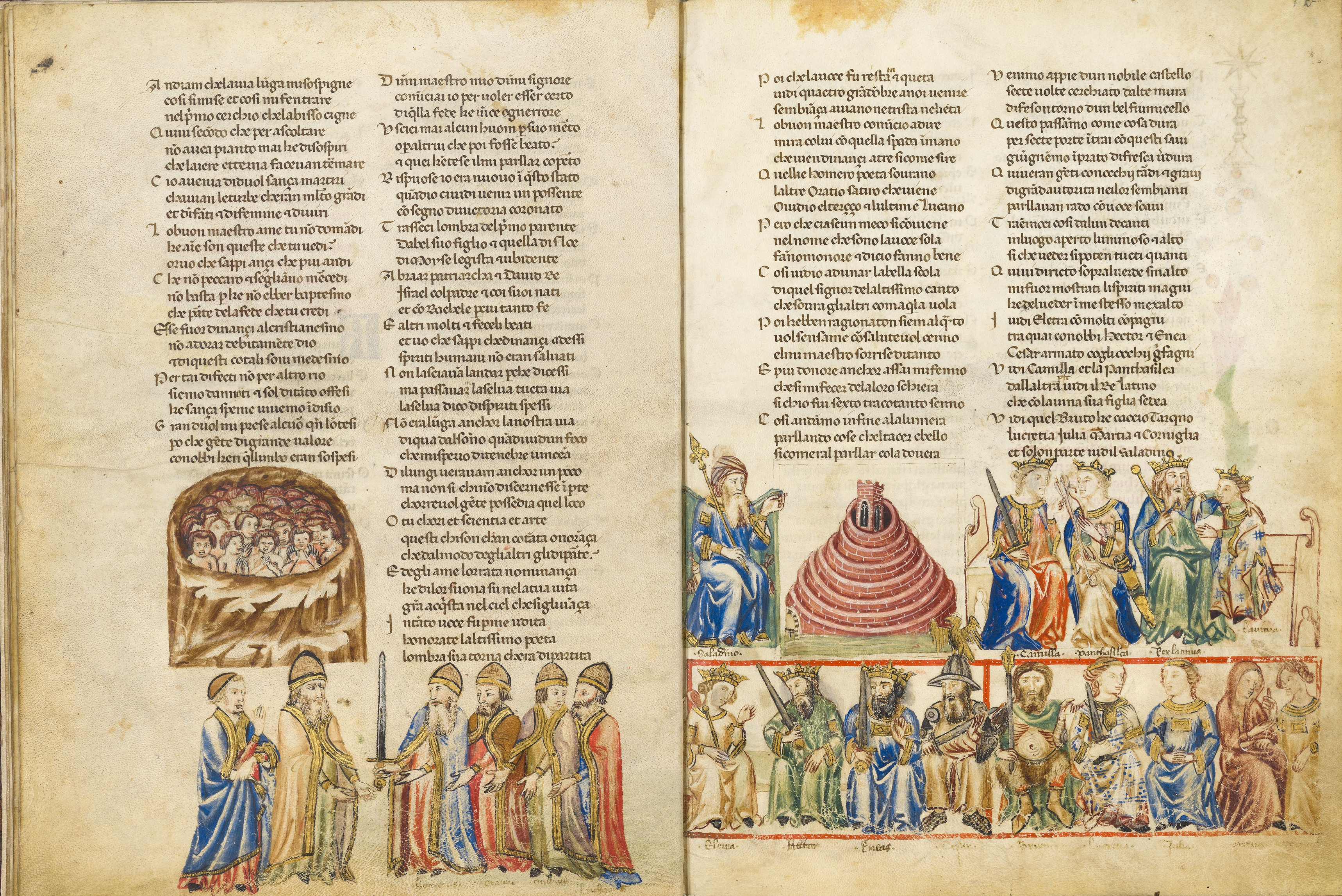
Virgil und Dante im Limbus, Codex Altonensis

Dante wacht auf und stellt fest, dass er den Acheron überquert hat, und Virgil führt ihn zum ersten Kreis des Abgrunds, den Limbo, wo Virgil selbst wohnt. Der erste Kreis enthält die Ungetauften und die tugendhaften Heiden, die, obwohl nicht sündig genug, um die Verdammnis zu rechtfertigen, Christus nicht angenommen haben. Dorothy L. Sayers schreibt: „Nach denen, die sich der Wahl verweigerten, kommen die, die keine Möglichkeit der Wahl hatten. Sie konnten sich nicht für Christus entscheiden; sie konnten sich für menschliche Tugend entscheiden und taten es auch, und dafür haben sie ihren Lohn.“ Die Vorhölle teilt viele Eigenschaften mit den Asphodeliengrund, und so werden die schuldlos Verdammten mit einem Leben in einer mangelhaften Form des Himmels bestraft. Ohne die Taufe („die Pforte des Glaubens, die du umarmst“) fehlte ihnen die Hoffnung auf etwas Größeres, als der rationale Verstand sich vorstellen kann. Als Dante fragte, ob jemals jemand den Limbus verlassen hat, erklärt Virgil, dass er sah, wie Jesus („ein Mächtiger“) in den Limbus hinabstieg und Adam, Abel, Noah, Moses, Abraham, David und Rachel (siehe Limbus der Patriarchen) in seine alles verzeihenden Arme nahm und sie als die ersten menschlichen Seelen, die gerettet wurden, in den Himmel brachte. Das Ereignis, bekannt als die Höllenfahrt Christi, würde sich im Jahr 33 oder 34 n. Chr. ereignet haben.
Dante begegnet den Dichtern Homer, Horaz, Ovid und Lucan, die ihn in ihre Reihe aufnehmen und ihn zum „Sechsten in jener hohen Gesellschaft“ machen. Sie erreichen den Sockel eines großen Schlosses – der Wohnsitz der weisesten Männer des Altertums – umgeben von sieben Toren und einem fließenden Bach. Nachdem sie die sieben Tore durchschritten haben, kommt die Gruppe zu einer herrlichen grünen Wiese, und Dante trifft auf die Bewohner der Zitadelle. Dazu gehören Figuren, die mit den Trojanern und ihren Nachfahren (den Römern) in Verbindung gebracht werden: Elektra (Mutter von Trojas Gründer Dardanus), Hektor, Aeneas, Julius Caesar in seiner Rolle als römischer Feldherr („in seiner Rüstung, mit Falkenaugen“), Camilla, Penthesilea (Königin der Amazonen), König Latinus und seine Tochter Lavinia, Lucius Junius Brutus (der Tarquin stürzte, um die römische Republik zu gründen), Lucretia, Julia, Marcia und Cornelia Africana. Dante sieht auch Saladin, einen muslimischen Militärführer, der für seinen Kampf gegen die Kreuzfahrer bekannt ist, sowie für sein großzügiges, ritterliches und barmherziges Verhalten.
Als Nächstes begegnet Dante einer Gruppe von Philosophen, darunter Aristoteles mit Sokrates und Platon an seiner Seite, sowie Demokrit, „Diogenes“ (entweder Diogenes der Kyniker oder Diogenes von Apollonia), Anaxagoras, Thales, Empedokles, Heraklit und „Zeno“ (entweder Zeno von Elea oder Zeno von Citium). Er sieht den Naturwissenschaftler Dioskurides, die mythischen griechischen Dichter Orpheus und Linus und die römischen Staatsmänner Marcus Tullius Cicero und Seneca. Dante sieht den alexandrinischen Geometer Euklid und Ptolemäus, den alexandrinischen Astronomen und Geographen, sowie die Ärzte Hippokrates und Galen. Er begegnet auch Avicenna, einem persischen Universalgelehrten, und Averroes, einem mittelalterlichen andalusischen Universalgelehrten, der für seine Kommentare zu den Werken des Aristoteles bekannt ist. Dante und Virgil trennen sich von den vier anderen Dichtern und setzen ihre Reise fort.
Obwohl Dante andeutet, dass sich alle tugendhaften Nicht-Christen hier wiederfinden, begegnet er später zwei (Cato von Utica und Statius) im Fegefeuer und zwei (Trajan und Ripheus) im Himmel. In Purg. XXII nennt Vergil mehrere zusätzliche Bewohner der Vorhölle, die im Inferno nicht erwähnt wurden.

### Zweiter Kreis (Lust)

#### Canto V
Dante und Virgil verlassen die Vorhölle und betreten den Zweiten Kreis – den ersten der Kreise der Wollüstigen (= lussuriosi), wo die Strafen der eigentlichen Hölle beginnen. Er wird beschrieben als „ein Teil, in dem kein Ding glänzt“. Ihr Weg wird durch den schlangenartigen Minos versperrt, der alle, die wegen aktiver, absichtlich gewollter Sünde verurteilt wurden, in einen der unteren Kreise einweist. Minos verurteilt jede Seele zu ihrer Qual, indem er seinen Schwanz eine entsprechende Anzahl von Malen um sich wickelt. Virgil weist Minos zurecht, und er und Dante ziehen weiter.
Im zweiten Kreis der Hölle befinden sich diejenigen, die von der Lust überwältigt wurden. Diese „fleischlichen Übeltäter“ werden verdammt, weil sie ihren Begierden erlauben, ihre Vernunft zu beeinflussen. Diese Seelen werden von den schrecklichen Winden eines heftigen Sturms hin und her geschleudert, ohne Ruhe. Dies symbolisiert die Macht der Lust, unnötig und ziellos zu wehen: „Wie die Liebenden in die Selbstverliebtheit trieben und von ihren Leidenschaften fortgerissen wurden, so treiben sie nun für immer. Die helle, wollüstige Sünde wird nun so gesehen, wie sie ist – eine heulende Dunkelheit hilflosen Unbehagens.“ Da die Wollust ein gegenseitiges Nachgeben beinhaltet und daher nicht völlig egozentrisch ist, hält Dante sie für die am wenigsten abscheuliche der Sünden und ihre Bestrafung ist in der Hölle selbst am mildesten. Man nimmt an, dass der „zerstörte Abhang“ in diesem Kreis eine Anspielung auf das Erdbeben ist, das nach dem Tod von Christus stattfand.
In diesem Kreis sieht Dante Semiramis, Dido, Kleopatra, Helena von Troja, Paris, Achilles, Tristan und viele andere, die in ihrem Leben von sexueller Liebe überwältigt wurden. Aufgrund der Anwesenheit so vieler Herrscherinnen unter den Lüstlingen wurde der fünfte Canto des Inferno der „Canto der Königinnen“ genannt. Dante begegnet Francesca da Rimini, die den deformierten Giovanni Malatesta (auch bekannt als Gianciotto) aus politischen Gründen heiratete, sich aber in dessen jüngeren Bruder Paolo Malatesta verliebte; die beiden begannen eine ehebrecherische Affäre zu führen. Irgendwann zwischen 1283 und 1286 überraschte Giovanni die beiden zusammen in Francescas Schlafzimmer und erstach sie beide gewaltsam. Francesca erklärt:

„Die Liebe, die in den sanftesten Herzen am schnellsten erblüht

 ergriff meinen Geliebten mit Leidenschaft für diesen süßen Körper

 von dem ich unentwegt ins Verderben gerissen wurde.

 Die Liebe, die keinem geliebten Menschen erlaubt, nicht zu lieben,

 ergriff mich so stark mit Lust an ihm

 dass wir in der Hölle eins sind, wie wir oben waren.

 Die Liebe führte uns in den einen Tod. In den Tiefen der Hölle

 wartet Caïna auf den, der uns das Leben nahm.

 Dies war die klägliche Geschichte, die sie zu erzählen aufhörten.“

Francesca berichtet weiter, dass sie und Paolo ihrer Liebe nachgaben, als sie die Geschichte des Ehebruchs zwischen Lancelot und Guinevere in der altfranzösischen Romanze Lancelot du Lac lasen. Francesca sagt: Galeotto fu 'l libro e chi lo scrisse. Das Wort Galeotto bedeutet „Schmeichler“, ist aber auch der italienische Begriff für Gallehaut, der als Vermittler zwischen Lancelot und Guinevere fungierte und sie zur Liebe ermutigte. John Ciardi übersetzt Zeile 137 „Das Buch und der, der es schrieb, war ein Schmeichler.“ Inspiriert von Dante nannte der Autor Giovanni Boccaccio den Namen Prencipe Galeotto im alternativen Titel des Dekameron, einer Novellensammlung aus dem 14. Jahrhundert. Der englische Dichter John Keats imaginiert in seinem Sonett On a Dream, was Dante uns nicht gibt, die Sichtweise von Paolo:

„… Doch zu jenem zweiten Kreis der traurigen Hölle,

 Wo inmitten der Böe, des Wirbelwinds und des Fehlers

 des Regens und der Hagelkörner, brauchen die Liebenden nicht

 Ihren Kummer nicht zu erzählen. Blass waren die süßen Lippen, die ich sah,

 Blass waren die Lippen, die ich küsste, und schön die Gestalt

Mit der ich über den melancholischen Sturm schwebte.“

Wie am Ende von Canto III beschreibt Dante – überwältigt von Mitleid und Kummer – seine Ohnmacht: „Ich fiel in Ohnmacht, als hätte ich den Tod gefunden. / Und dann fiel ich, wie ein toter Körper fällt.“

### Dritter Kreis (Völlerei)

#### Canto VI
Im dritten Kreis suhlen sich die Vielfraße in einem ekelhaften, fauligen Schlamm, der von einem unaufhörlichen, fauligen, eisigen Regen erzeugt wird – „ein großer Sturm der Fäulnis“ – als Strafe dafür, dass sie ihre Vernunft einem unersättlichen Appetit unterworfen haben. Cerberus (beschrieben als il gran vermo, wörtlich = der große Wurm, Zeile 22), die monströse dreiköpfige Bestie der Hölle, bewacht gefräßig die im eisigen Morast liegenden Vielfraße, zerfleischt und häutet sie mit seinen Klauen, während sie wie Hunde heulen. Virgil verschafft sich einen sicheren Durchgang an dem Ungeheuer vorbei, indem er seine drei Mäuler mit Schlamm füllt.
Dorothy L. Sayers schreibt, dass „die Hingabe an die Sünde, die mit gegenseitiger Nachsicht begann, durch eine unmerkliche Degradierung zur einsamen Selbstverliebtheit führt“. Die Vielfraße kriechen allein im Schlamm, ohne Rücksicht auf ihre Nachbarn, was die kalte, egoistische und leere Sinnlichkeit ihres Lebens symbolisiert. So wie die Lust in den Winden des vorigen Kreises ihre wahre Natur offenbart hat, so offenbart hier der Schlamm die wahre Natur der Sinnlichkeit – die nicht nur den übermäßigen Genuss von Essen und Trinken, sondern auch andere Arten der Sucht umfasst.
In diesem Kreis unterhält sich Dante mit einem Florentiner Zeitgenossen, der als Ciacco identifiziert wird, was „Schwein“ bedeutet. Eine Figur mit demselben Spitznamen taucht später im Dekameron von Giovanni Boccaccio auf. Ciacco spricht mit Dante über die Unruhen in Florenz zwischen den „weißen“ und „schwarzen“ Guelfen, die sich entwickelten, nachdem der Streit zwischen Guelfen und Ghibellinen mit der vollständigen Niederlage der Ghibellinen endete. In der ersten von mehreren politischen Prophezeiungen im Inferno „prophezeit“ Ciacco die Vertreibung der Weißen Guelfen (Dantes Partei) aus Florenz durch die Schwarzen Guelfen, die von Papst Bonifaz VIII. unterstützt wurden, was den Beginn von Dantes langem Exil in der Stadt markierte. Diese Ereignisse ereigneten sich im Jahr 1302, also vor der Zeit, in der das Gedicht geschrieben wurde, aber in der Zukunft zur Osterzeit 1300, der Zeit, in der das Gedicht spielt.

### Vierter Kreis (Gier)

#### Canto VII

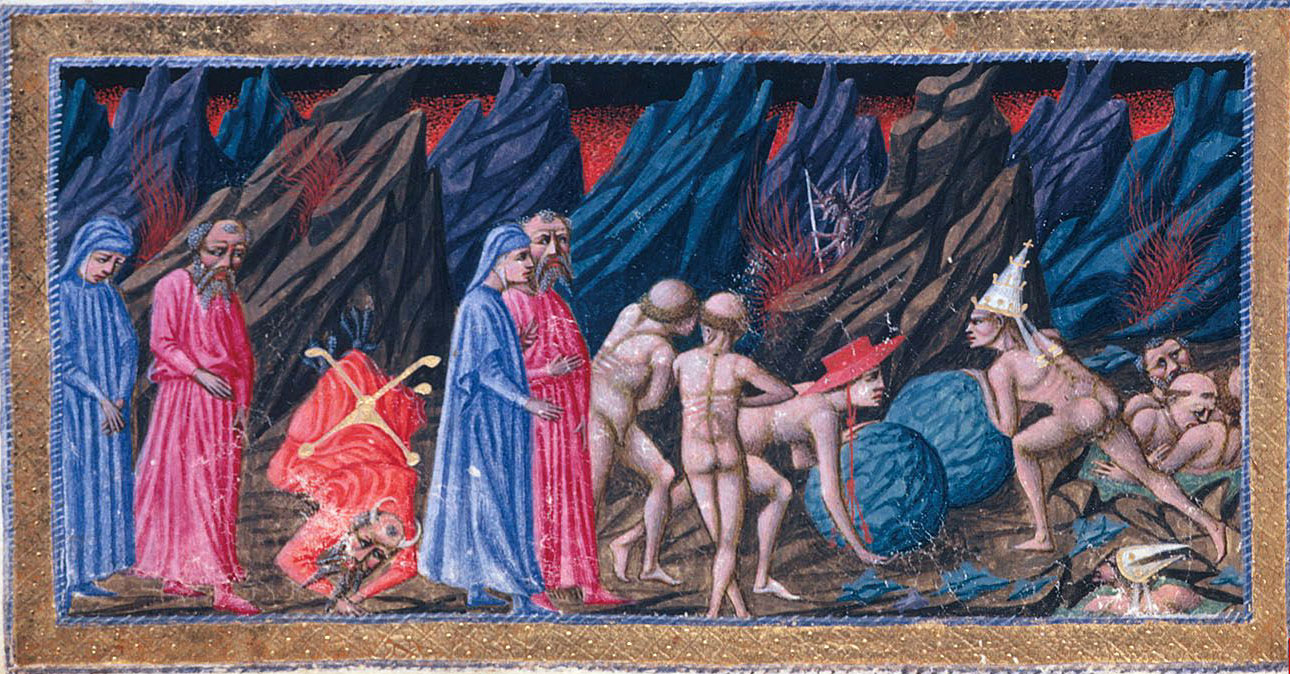
Die Geizigen, die Habgierigen und die Verschwender; Priamo della Quercia, 15. Jh.

Der vierte Kreis wird von einer Figur bewacht, die Dante als Pluto bezeichnet: Dies ist Plutus, die Gottheit des Reichtums in der klassischen Mythologie. Obwohl die beiden oft miteinander vermischt werden, ist er eine andere Figur als Pluto (Dis), der klassische Herrscher der Unterwelt. Zu Beginn von Canto VII bedroht er Virgil und Dante mit der kryptischen Phrase Papé Satàn, papé Satàn aleppe, aber Virgil schützt Dante vor ihm.
Im vierten Kreis werden diejenigen bestraft, deren Einstellung zu materiellen Gütern vom angemessenen Mittel abweicht. Dazu gehören die Geizigen oder Geizige (darunter viele Geistliche, Päpste und Kardinäle), die Besitztümer horten, und die Verschwender, die sie verprassen. Die Hamsterer und Verschwender ringen mit großen Gewichten als Waffen, die sie mit der Brust stoßen:

„Auch hier sah ich ein Volk von verlorenen Seelen,

 weit mehr, als oben waren: sie drückten ihre Brüste

 gegen enorme Gewichte, und mit wahnsinnigem Gebrüll

 rollten sie aufeinander zu. Dann in Eile

 rollten sie sie zurück, und die einen schrien:

 „Warum hortet ihr?“ und die andere: „Warum verschwendet ihr?““

Dorothy L. Sayers schreibt in Bezug auf diese Sünde der Zügellosigkeit (incontinence) zu den beiden vorangegangenen (Wollust und Völlerei): „Gegenseitige Nachsicht ist bereits zu egoistischem Appetit verkommen; nun wird sich dieser Appetit der unvereinbaren und ebenso egoistischen Appetite anderer Menschen bewusst. Die Gleichgültigkeit wird zum gegenseitigen Antagonismus, der hier durch den Antagonismus zwischen Horten und Verschwenden dargestellt wird.“ Der Kontrast zwischen diesen beiden Gruppen veranlasst Virgil zu einer Rede über die Natur der Fortuna, die Nationen zu Größe erhebt und sie später in Armut stürzt, da sie „jene leeren Güter von Nation zu Nation, von Sippe zu Sippe“ verschiebt. Diese Rede füllt, was sonst eine Lücke im Gedicht wäre, da beide Gruppen so sehr in ihre Tätigkeit vertieft sind, dass Virgil Dante sagt, dass es sinnlos wäre zu versuchen, mit ihnen zu sprechen – in der Tat haben sie ihre Individualität verloren und sind „unkenntlich“ gemacht worden.

### Fünfter Kreis (Zorn)
In den sumpfigen, stinkenden Gewässern des Flusses Styx – dem Fünften Kreis – bekämpfen sich die aktiv Zornigen (Choleriker) unablässig und bösartig an der Oberfläche des Schlamms, während die Mürrischen, Ignoranten und Phlegmatiker (die passiv Zornigen) unter dem Wasser liegen, zurückgezogen, „in eine schwarze Mürrischkeit, die keine Freude an Gott oder den Menschen oder dem Universum finden kann“. An der Oberfläche des fauligen stygischen Sumpfes, so schreibt Dorothy L. Sayers, „reißen und knurren die aktiven Hasser aneinander; am Grund liegen die mürrischen Hasser gurgelnd, unfähig, sich selbst auszudrücken vor Wut, die sie erstickt“. Als letzter Kreis der Wollust markiert die „wilde Selbstfrustration“ des fünften Kreises das Ende dessen, „was seine zarten und romantischen Anfänge in der Tändelei der verwöhnten Leidenschaft hatte“.

#### Canto VIII
Von einem Turm am Flussufer wird ein Feuersignal hinüber gegeben, worauf der Fährmann Phlegyas erscheint und die Dichter widerwillig in seinem Ruderboot über den Styx übersetzt. Unterwegs werden sie von Filippo Argenti, einem schwarzen Guelfen aus der prominenten Familie der Adimari, angesprochen. Über Argenti ist wenig bekannt, obwohl Giovanni Boccaccio einen Vorfall beschreibt, bei dem er die Beherrschung verlor; frühe Kommentatoren geben an, dass Argentis Bruder einen Teil von Dantes Eigentum nach dessen Verbannung aus Florenz beschlagnahmte. So wie Argenti die Beschlagnahmung von Dantes Eigentum ermöglichte, wird er selbst von all den anderen zornigen Seelen „ergriffen“.
Als Dante antwortet: „Im Weinen und im Klagen, verfluchter Geist, mögest du lange bleiben“, segnet Virgil ihn mit Worten, die verwendet werden, um Christus selbst zu beschreiben (Lukas 11:27). Wörtlich spiegelt dies die Tatsache wider, dass die Seelen in der Hölle auf ewig in dem Zustand fixiert sind, den sie gewählt haben, aber allegorisch spiegelt es Dantes beginnendes Bewusstsein seiner eigenen Sünde wider.

#### Eingang zum Dis
In der Ferne nimmt Dante hohe Türme wahr, die feuerroten Moscheen ähneln. Virgil informiert ihn, dass sie sich der Stadt Dis nähern. Dis, das selbst vom stygischen Sumpf umgeben ist, enthält die Untere Hölle innerhalb ihrer Mauern. Dis ist einer der Namen von Pluto, dem klassischen König der Unterwelt, und gleichzeitig auch der Name des Reiches. Die Mauern von Dis werden von gefallenen Engeln bewacht. Virgil ist nicht in der Lage, sie zu überzeugen, Dante und ihn eintreten zu lassen.

#### Canto IX
Dante wird von den Furien (bestehend aus Alecto, Megaera und Tisiphone) und Medusa bedroht. Ein vom Himmel gesandter Engel verschafft den Dichtern Einlass, indem er das Tor durch Berührung mit einem Zauberstab öffnet und diejenigen, die sich Dante widersetzten, zurechtweist. Allegorisch offenbart dies die Tatsache, dass das Gedicht beginnt, sich mit Sünden zu beschäftigen, die die Philosophie und der Humanismus nicht vollständig verstehen können. Virgil erwähnt Dante gegenüber auch, wie Erichtho ihn in den untersten Kreis der Hölle hinabgeschickt hat, um einen Geist von dort zurückzubringen.

### Sechster Kreis (Häresie)

#### Canto X
Im sechsten Kreis sind Ketzer wie Epikur und seine Anhänger (die sagen, „die Seele stirbt mit dem Körper“) in flammenden Gräbern gefangen. Dante hält in einem der Gräber einen Diskurs mit einem Paar epikurischer Florentiner: Farinata degli Uberti, ein berühmter Anführer der Ghibellinen (nach der Schlacht von Montaperti im September 1260 protestierte Farinata bei der Versammlung der siegreichen Ghibellinen vehement gegen die geplante Zerstörung von Florenz; er starb 1264 und wurde 1283 postum wegen Ketzerei verurteilt); und Cavalcante de' Cavalcanti, ein Guelfe, der der Vater von Dantes Freund und Dichterkollegen Guido Cavalcanti war. Die politische Zugehörigkeit dieser beiden Männer erlaubt eine weitere Diskussion über die Florentiner Politik. Als Antwort auf eine Frage von Dante über die „Prophezeiung“, die er erhalten hat, erklärt Farinata, dass das, was die Seelen in der Hölle über das Leben auf der Erde wissen, vom Sehen der Zukunft kommt, nicht von irgendeiner Beobachtung der Gegenwart. Wenn also „das Portal der Zukunft geschlossen ist“, werden sie nichts mehr wissen können. Farinata erklärt, dass auch Kaiser Friedrich II., der allgemein als Epikuräer gilt, und Ottaviano degli Ubaldini, den Dante als il Cardinale bezeichnet, in der Gruft eingepfercht sind.

#### Canto XI

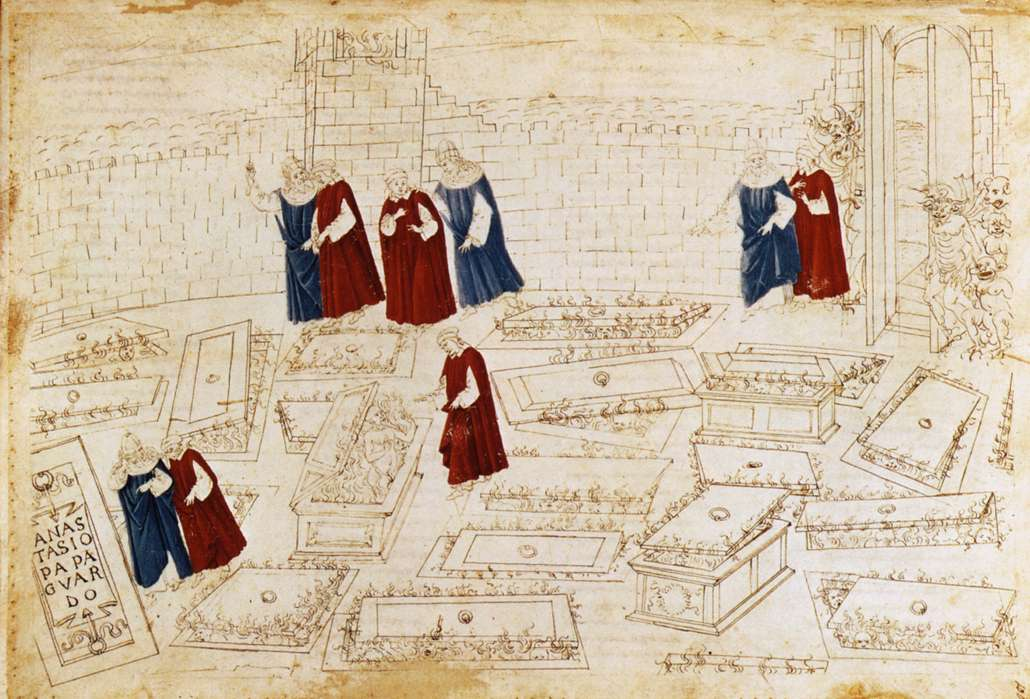
Sandro Botticelli: Dante vor dem Grab von Papst Anastasius II.

Dante liest eine Inschrift auf einem der Gräber, die darauf hinweist, dass es Papst Anastasius II. gehört – obwohl einige moderne Gelehrte der Meinung sind, dass Dante sich in der Strophe, in der Anastasius erwähnt wird, geirrt hat (Anastasio papa guardo, / lo qual trasse Fotin de la via dritta, Zeilen 8–9) und den Papst mit dem byzantinischen Kaiser jener Zeit, Anastasios I., verwechselt. Vor dem steilen Abstieg in den übel riechenden siebten Kreis hält Virgil einen Moment inne und erklärt die Geographie und den Sinn der Unterhölle, in der die Sünden der Gewalt (oder Bestialität) und des Betrugs (oder der Bosheit) bestraft werden. In seiner Erklärung bezieht sich Virgil auf die Nikomachische Ethik und die Physik von Aristoteles, mit mittelalterlichen Interpretationen. Virgil behauptet, dass es nur zwei legitime Quellen des Reichtums gibt: natürliche Ressourcen („Natur“) und menschliche Arbeit und Aktivität („Kunst“). Der Wucher, der im nächsten Kreis bestraft werden soll, ist daher ein Vergehen gegen beide; er ist eine Art Blasphemie, da er ein Akt der Gewalt gegen die Kunst ist, die ein Kind der Natur ist, und die Natur stammt von Gott ab.
Virgil gibt dann die Zeit durch sein unerklärtes Wissen über die Positionen der Sterne an. Der „Wagen“, der Große Bär, liegt jetzt im Nordwesten über Caurus (dem Nordwestwind). Das Sternbild Fische erscheint gerade über dem Horizont: Es ist das Tierkreiszeichen, das dem Widder vorausgeht. Canto I stellt fest, dass die Sonne im Widder steht, und da die zwölf Tierkreiszeichen in zweistündigen Abständen aufgehen, muss es jetzt etwa zwei Stunden vor Sonnenaufgang sein: 4:00 Uhr morgens am Karsamstag, 9. April.

### Siebter Kreis (Gewalt)

#### Canto XII
Der siebte Kreis, der in drei Ringe unterteilt ist, beherbergt die Gewalttätigen. Dante und Virgil steigen einen Felsbrocken hinab, der einst eine Klippe bildete, um den Siebten Kreis vom Sechsten Kreis aus zu erreichen, wobei sie zunächst dem Minotaurus ausweichen müssen (L'infamia di Creti = die Schande von Kreta, Zeile 12); bei ihrem Anblick nagt der Minotaurus an seinem Fleisch. Virgil versichert dem Ungeheuer, dass Dante nicht sein verhasster Feind Theseus ist. Dies veranlasst den Minotaurus, sie anzugreifen, während Dante und Virgil schnell den siebten Kreis betreten. Virgil erklärt das Vorhandensein zerbrochener Steine um sie herum: Sie stammen von dem großen Erdbeben, das die Erde im Moment von Christi Tod erschütterte (Mt 27,51 ), zur Zeit der Höllenfahrt Jesu (Eph 4,9 ). Ruinen, die von der gleichen Erschütterung herrühren, wurden zuvor am Anfang der Oberen Hölle gesehen (der Eingang des Zweiten Kreises, Canto V).

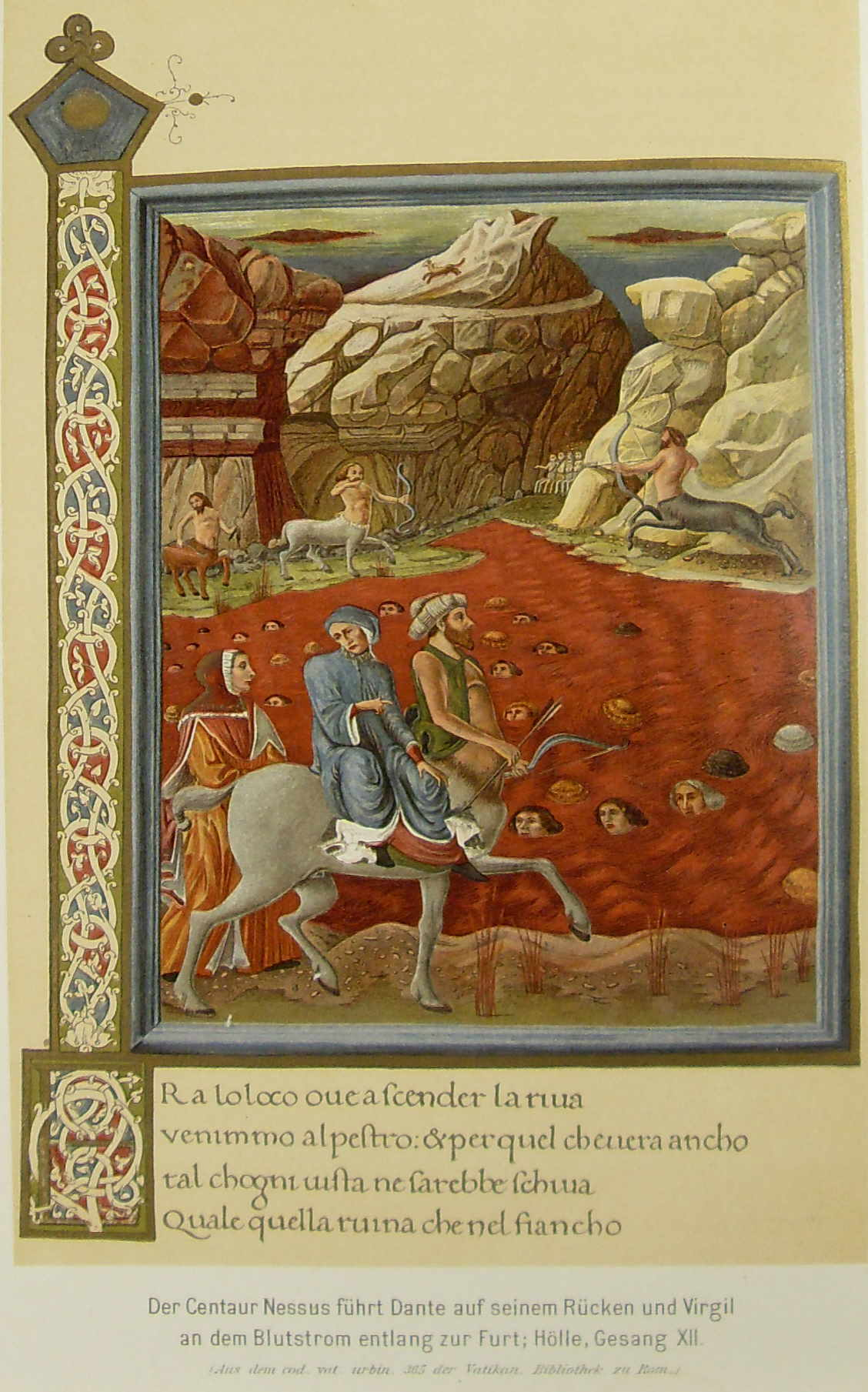
Dante und Virgil am Phlegeton; Codex vaticanus urbinas. 365

Ring 1: Gegen Nachbarn: In der ersten Runde des siebten Kreises werden die Mörder, Kriegstreiber, Plünderer und Tyrannen in den Phlegethon, einen Fluss aus kochendem Blut und Feuer, getaucht. Ciardi schreibt, „wie sie sich während ihres Lebens in Blut gesuhlt haben, so werden sie für immer in das kochende Blut getaucht, jeder nach dem Grad seiner Schuld“. Die Zentauren, befehligt von Chiron und Pholus, patrouillieren im Ring und schießen Pfeile in jeden Sünder, der höher aus dem kochenden Blut aufsteigt, als es jedem erlaubt ist. Der Zentaur Nessus führt die Dichter entlang des Phlegethon und weist auf Alexander den Großen (umstritten), „Dionysius“ (entweder Dionysius I. oder Dionysius II. oder beide; sie waren blutrünstige, unbeliebte Tyrannen von Sizilien), Ezzelino III. da Romano (der grausamste der ghibellinischen Tyrannen), Obizzo d’Este und Guy de Montfort hin. Der Fluss wird flacher, bis er eine Furt erreicht, nach der er wieder in den tieferen Teil zurückkehrt, wo Dante und Virgil sich ihm zuerst genähert haben; hier tauchen Tyrannen wie Attila, König der Hunnen (flagello in terra = Geißel auf Erden, Zeile 134), Pyrrhus (entweder der blutrünstige Sohn des Achilles oder König Pyrrhus von Epirus), Sextus, Rinier da Corneto und Rinier Pazzo auf. Nachdem er Dante und Virgil zur seichten Furt gebracht hat, verlässt Nessus sie, um auf seinen Posten zurückzukehren. Diese Passage könnte von der frühmittelalterlichen Visio Karoli Grossi beeinflusst worden sein.

#### Canto XIII
Ring 2: Gegen das Selbst: Die zweite Runde des siebten Kreises ist der Wald der Selbstmörder, in dem die Seelen der Menschen, die einen Selbstmordversuch unternommen oder begangen haben, in knorrige, dornige Bäume verwandelt werden und dann von Harpyien gefüttert werden, abscheulichen, krallenbewehrten Vögeln mit den Gesichtern von Frauen; den Bäumen ist es nur erlaubt zu sprechen, wenn sie zerbrochen sind und bluten. Dante bricht einen Zweig von einem der Bäume ab und hört aus dem blutenden Stamm die Geschichte von Pietro della Vigna, einem mächtigen Minister von Kaiser Friedrich II., bis er in Ungnade fiel und eingekerkert und geblendet wurde. Er beging daraufhin Selbstmord; seine Anwesenheit hier, und nicht im Neunten Kreis, deutet darauf hin, dass Dante glaubt, dass die gegen ihn erhobenen Anschuldigungen falsch waren. Die Harpyien und die Eigenschaften der blutenden Büsche basieren auf Buch 3 der Aeneis. Nach Dorothy L. Sayers ist die Sünde des Selbstmordes eine „Beleidigung des Körpers; so werden hier die Schatten sogar des Anscheins der menschlichen Form beraubt. Da sie das Leben ablehnten, bleiben sie in einer toten und verdorrten Sterilität fixiert. Sie sind das Bild des Selbsthasses, der den eigentlichen Saft der Energie austrocknet und alles Leben unfruchtbar macht.“ Die Bäume können auch als Metapher für den Geisteszustand gedeutet werden, in dem der Selbstmord begangen wird.
Dante erfährt, dass diese Selbstmörder, die unter den Toten einzigartig sind, nach dem Jüngsten Gericht nicht körperlich auferstehen werden, da sie ihre Körper weggeworfen haben; stattdessen werden sie ihre buschige Form beibehalten, wobei ihre eigenen Leichen an den dornigen Ästen hängen. Nachdem Pietro della Vigna seine Erzählung beendet hat, sieht Dante zwei Schatten (Lano da Siena und Jacopo Sant' Andrea) durch den Wald rennen, die von wilden Hündinnen gejagt und wild zerfleischt werden – dies ist die Strafe für die gewalttätigen Wüstlinge, die, „besessen von einer verderbten Leidenschaft … ihre Güter aus purer Lust an Verwüstung und Unordnung verprassten“. Die Zerstörung, die der Wald durch die Flucht und Bestrafung der Wüstlinge beim Sturz durch das Unterholz erfährt, verursacht weiteres Leid bei den Selbstmördern, die sich nicht aus dem Weg gehen können.

#### Canto XIV
Ring 3: Gegen Gott, Kunst und Natur: Die dritte Runde des siebten Kreises ist eine große Ebene aus brennendem Sand, die von großen Flammenflocken versengt wird, die langsam vom Himmel fallen, ein Bild, das vom Schicksal Sodoms und Gomorras abgeleitet ist (Gen 19,24 ). Die Gotteslästerer (die Gewalttätigen gegen Gott) sind auf dem brennenden Sand ausgestreckt, die Sodomiten (die Gewalttätigen gegen die Natur) laufen im Kreis, während die Wucherer (die Gewalttätigen gegen die Kunst, die das Enkelkind Gottes ist, wie in Canto XI erklärt) zusammengekauert und weinend kauern. Ciardi schreibt: „Lästerung, Sodomie und Wucher sind alles unnatürliche und unfruchtbare Handlungen: so ist die unerträgliche Wüste die Ewigkeit dieser Sünder; und so fällt der Regen, der in der Natur fruchtbar und kühl sein sollte, als Feuer herab“. Dante findet Capaneus auf dem Sand ausgestreckt; wegen Lästerung gegen Jove (Zeus) wurde er während des Krieges der Sieben gegen Theben mit einem Blitz niedergestreckt; er verhöhnt Jove noch im Jenseits. Der Überlauf des Phlegethon, des Blutflusses aus der ersten Runde, fließt kochend durch den Wald der Selbstmörder (die zweite Runde) und durchquert die Brennende Ebene. Virgil erklärt den Ursprung der Flüsse der Hölle, was Hinweise auf den Alten Mann von Kreta beinhaltet.

#### Canto XV

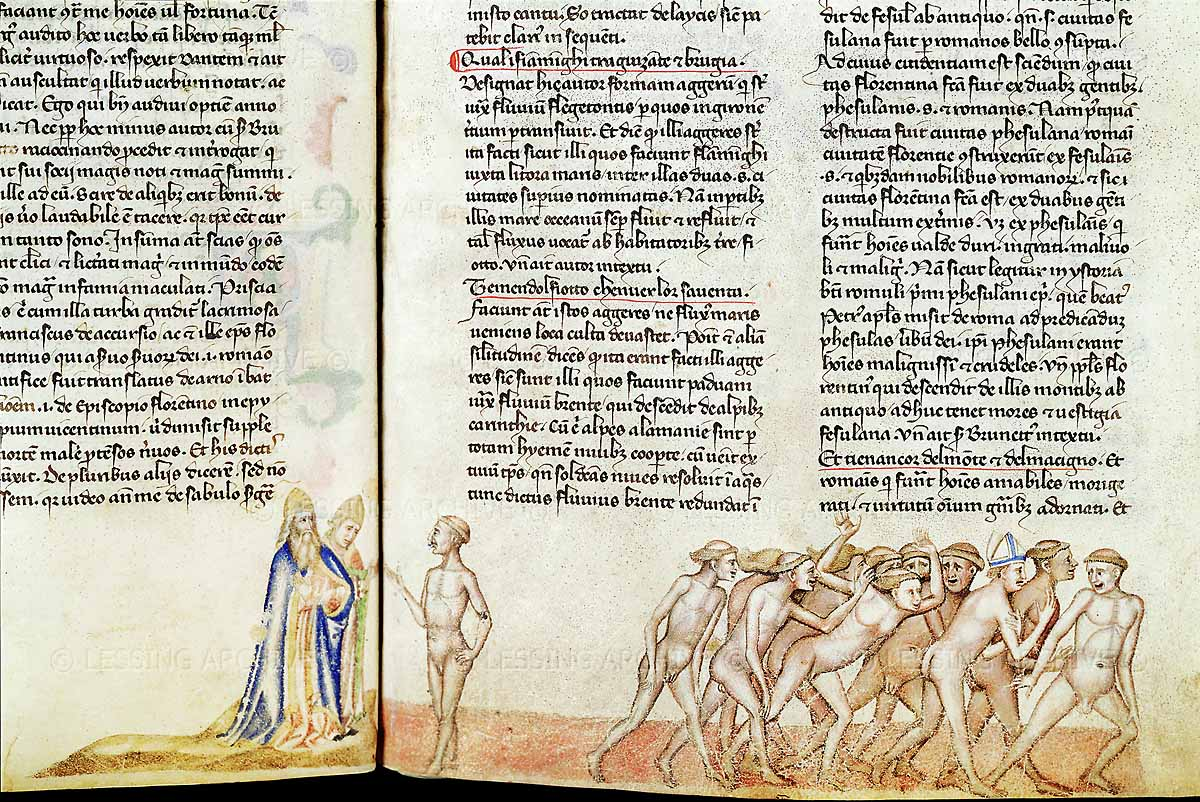
Dante, Virgil und die Sodimiten; Guido da Pisa, um 1345

Geschützt durch die Kräfte des kochenden Rinnsals schreiten Dante und Virgil über die brennende Ebene. Sie kommen an einer umherziehenden Gruppe von Sodomiten vorbei, und Dante erkennt zu seiner Überraschung Brunetto Latini. Dante spricht Brunetto mit tiefer und trauriger Zuneigung an und „zollt ihm die höchste Ehrerbietung, die einem Sünder im Inferno zuteil wird“ und widerlegt damit Andeutungen, dass Dante nur seine Feinde in die Hölle gesteckt hat. Dante hat großen Respekt vor Brunetto und fühlt sich ihm und seinen Werken geistig verpflichtet („du lehrtest mich, wie der Mensch sich ewig macht; / und solange ich lebe, muss meine Dankbarkeit dafür / immer in meinen Worten sichtbar sein“); Brunetto prophezeit Dantes schlechte Behandlung durch die Florentiner. Er identifiziert auch andere Sodomiten, darunter Priscian, Francesco d'Accorso und Bischof Andrea de' Mozzi.

#### Canto XVI

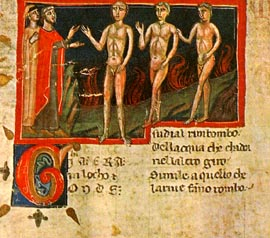
Dante und Virgil werden von drei Männern aus Florenz begrüßt; 1330

Die Dichter beginnen, den Wasserfall zu hören, der sich über die Große Klippe in den Achten Kreis stürzt, als drei Schatten aus ihrer Gesellschaft ausbrechen und sie begrüßen. Es sind Iacopo Rusticucci, Guido Guerra und Tegghiaio Aldobrandi – alles Florentiner, die von Dante sehr bewundert werden. Rusticucci macht seine „wilde Frau“ für seine Qualen verantwortlich. Die Sünder fragen nach Neuigkeiten aus Florenz, und Dante beklagt den derzeitigen Zustand der Stadt. An der Spitze des Wasserfalls nimmt Dante auf Virgils Befehl hin eine Schnur von seiner Taille ab und Virgil lässt sie über den Rand fallen; wie als Antwort schwimmt eine große, verzerrte Gestalt durch die schmutzige Luft des Abgrunds nach oben.

#### Canto XVII
Die Kreatur ist Geryon, das Ungeheuer des Betrugs; Virgil verkündet, dass sie auf dem Rücken des Ungeheuers von der Klippe herunterfliegen müssen. Dante geht allein, um die Wucherer zu untersuchen: Er erkennt sie nicht, aber jeder hat ein Wappen, das auf einem Lederbeutel um seinen Hals prangt. Die Wappen deuten darauf hin, dass sie aus prominenten Florentiner Familien stammen; sie zeigen die Anwesenheit von Catello di Rosso Gianfigliazzi, Ciappo Ubriachi, dem Paduaner Reginaldo degli Scrovegni (der voraussagt, dass sein Mit-Paduaner Vitaliano di Iacopo Vitaliani sich ihm hier anschließen wird) und Giovanni di Buiamonte. Dante schließt sich dann Virgil an und, beide auf dem Rücken von Geryon reitend, beginnen ihren Abstieg von der großen Klippe im Achten Kreis: der Hölle der Betrüger und Boshaften.
Geryon, das geflügelte Ungeheuer, das Dante und Virgil erlaubt, eine riesige Klippe hinabzusteigen, um den Achten Kreis zu erreichen, wurde traditionell als Riese mit drei Köpfen und drei zusammenhängenden Körpern dargestellt. Dantes Geryon hingegen ist ein Bild des Betrugs, das menschliche, bestialische und reptilische Elemente vereint: Geryon ist ein „Ungeheuer mit der allgemeinen Gestalt eines Flügeldrachen, aber mit dem Schwanz eines Skorpions, haarigen Armen, einem grell gezeichneten Reptilienkörper und dem Gesicht eines gerechten und ehrlichen Mannes“. Das angenehme menschliche Gesicht auf diesem grotesken Körper evoziert den unaufrichtigen Betrüger, dessen Absichten „hinter dem Gesicht“ alle monströs, kaltblütig und stechend mit Gift sind.

### Achter Kreis (Betrug)

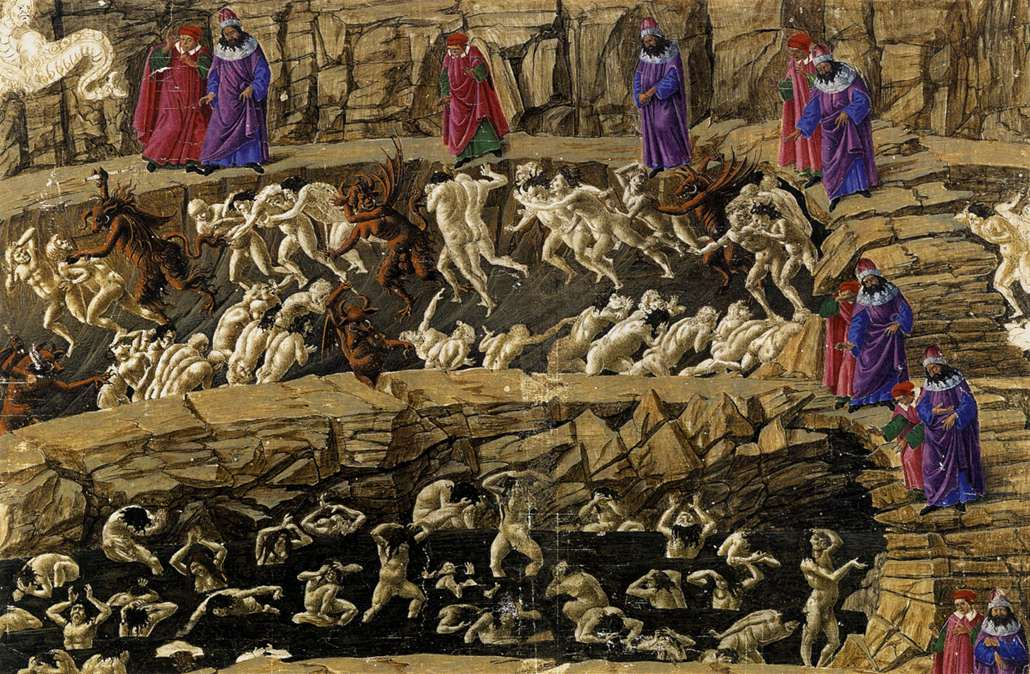
Sandro Botticelli: Dante und Virgil auf dem Weg zum Achten Kreis der Hölle, um 1480

#### Canto XVIII
Dante befindet sich nun im Achten Kreis, genannt Malebolge (= Böse Gräben): die obere Hälfte der Hölle der Betrüger und Böswilligen. Der Achte Kreis ist ein großer Steintrichter, der wie ein Amphitheater geformt ist, und um den eine Reihe von zehn tiefen, schmalen, konzentrischen Gräben verläuft, die bolge (Singular: bolgia) genannt werden. Innerhalb dieser Gräben werden diejenigen bestraft, die sich des einfachen Betrugs schuldig gemacht haben. Vom Fuß der Großen Klippe bis zum Brunnen (der den Hals des Trichters bildet) befinden sich große Felsvorsprünge, wie Schirmrippen oder Speichen, die als Brücken über die zehn Gräben dienen. Dorothy L. Sayers schreibt, dass die Malebolge „das Bild der Stadt in Korruption ist: der fortschreitende Zerfall jeder sozialen Beziehung, persönlich und öffentlich. Sexualität, kirchliche und bürgerliche Ämter, Sprache, Besitz, Rat, Autorität, psychischer Einfluss und materielle Verflechtung – alle Medien des Austauschs der Gemeinschaft sind pervertiert und verfälscht“.
Bolgia 1 – Kuppler und Verführer: Diese Sünder bilden zwei Reihen, eine an jedem Ufer des Grabens, und marschieren schnell in entgegengesetzte Richtungen, während sie von gehörnten Dämonen für die Ewigkeit gepeitscht werden. Sie „nutzten absichtlich die Leidenschaften anderer aus und trieben sie so, um ihren eigenen Interessen zu dienen, werden selbst getrieben und gegeißelt“. Dante nimmt Bezug auf eine neue Verkehrsregel, die für das Jubiläumsjahr 1300 in Rom entwickelt wurde. In der Gruppe der Verführer bemerken die Dichter Venedico Caccianemico, einen Bologneser Guelfen, der seine eigene Schwester Ghisola an den Marchese d'Este verkaufte. In der Gruppe der Verführer weist Virgil auf Jason hin, den griechischen Helden, der die Argonauten anführte, um das Goldene Vlies von Aëtes, dem König von Kolchis, zu holen. Er gewann die Hilfe der Königstochter Medea, indem er sie verführte und heiratete, nur um sie später für Creusa zu verlassen. Jason hatte zuvor Hypsipyle verführt, als die Argonauten auf ihrem Weg nach Kolchis in Lemnos landeten, sie aber „allein und schwanger“ zurückgelassen.
Bolgia 2 – Schmeichler: Auch sie beuten andere Menschen aus, diesmal missbrauchen und korrumpieren sie die Sprache, um mit den Wünschen und Ängsten anderer zu spielen. Sie sind in Exkremente getaucht (stellvertretend für die falschen Schmeicheleien, die sie auf der Erde erzählten), während sie heulen und untereinander kämpfen. Von Lucca und Thaïs sind hier zu sehen.

#### Canto XIX

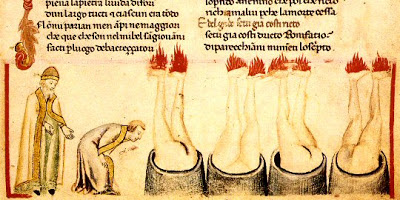
Die Simonisten; um 1420

Bolgia 3 – Simonisten: Dante verurteilt nun mit Nachdruck diejenigen, die Simonie oder den Verkauf von kirchlichen Gunstbezeugungen und Ämtern begehen und so aus dem, was Gott gehört, Geld für sich selbst machen: „Raffgierige, die die Dinge Gottes nehmen, / die die Bräute der Gerechtigkeit sein sollten, / und sie für Gold und Silber zur Unzucht treiben! / Die Zeit ist gekommen, / die Trompete für euch erschallen zu lassen; …“. Die Sünder werden mit dem Kopf nach unten in runde, röhrenförmige Löcher im Felsen gelegt (entwürdigende Verhöhnungen von Taufbecken), wobei die Flammen ihre Fußsohlen verbrennen. Die Hitze des Feuers steht im Verhältnis zu ihrer Schuld. Das Gleichnis der Taufbecken gibt Dante eine zufällige Gelegenheit, seinen Namen von einer Anschuldigung der böswilligen Beschädigung des Taufbeckens im Baptisterium von San Giovanni reinzuwaschen. Simon Magus, der dem Heiligen Petrus Gold im Tausch gegen heilige Macht anbot und nach dem die Sünde benannt ist, wird hier erwähnt (obwohl Dante ihm nicht begegnet). Einer der Sünder, Papst Nikolaus III., muss in der höllischen Feuertaufe von seinem Tod 1280 bis 1303 dienen – der Ankunft von Papst Bonifatius VIII. in der Hölle –, der den Platz seines Vorgängers in der steinernen Röhre bis 1314 einnimmt, wo er wiederum durch Papst Clemens V. ersetzt wird, eine Marionette von König Philipp IV. von Frankreich, der den päpstlichen Stuhl nach Avignon verlegt und damit das Papsttum von Avignon (1309–77) einleitet. Dante prangert die simonistische Korruption in der Kirche an.

#### Canto XX
Bolgia 4 – Hexenmeister: In der Mitte der Brücke der vierten Bolgia blickt Dante auf die Seelen von göttlichen Weissagern, Wahrsagern, Astrologen und anderen falschen Propheten herab. Die Strafe für diejenigen, die versucht haben, „Gottes Vorrecht durch das Erforschen der Zukunft an sich zu reißen“, besteht darin, dass ihre Köpfe auf ihren Körpern herumgedreht werden; in dieser schrecklichen Verdrehung der menschlichen Form sind diese Sünder gezwungen, für die Ewigkeit rückwärts zu gehen, geblendet von ihren eigenen Tränen. John Ciardi schreibt: „So können diejenigen, die in die Zukunft einzudringen versuchten, nicht einmal vor sich selbst sehen; sie versuchten, sich in der Zeit vorwärts zu bewegen, so müssen sie durch alle Ewigkeit rückwärts gehen; und wie die Künste der Zauberei eine Verzerrung des göttlichen Gesetzes sind, so werden ihre Körper in der Hölle verzerrt.“ Dies bezieht sich zwar in erster Linie auf den Versuch, mit verbotenen Mitteln in die Zukunft zu sehen, symbolisiert aber auch die verdrehte Natur der Magie im Allgemeinen. Dante weint vor Mitleid, und Virgil weist ihn zurecht: „Hier lebt das Mitleid nur, wenn es tot ist; / denn wer kann pietätloser sein als der, / der Gottes Urteil mit Passivität verbindet?“ Virgil erklärt ausführlich die Gründung seiner Heimatstadt Mantua. Zu den Sündern in diesem Kreis gehören König Amphiaraus (einer der Sieben gegen Theben; da er seinen Tod im Krieg voraussah, versuchte er, ihn abzuwenden, indem er sich vor der Schlacht versteckte, aber bei einem Erdbeben starb, als er versuchte zu fliehen) und zwei thebanische Wahrsager: Tiresias (in Ovids Metamorphosen III, 324–331 wurde Tiresias in eine Frau verwandelt, als er zwei sich kuppelnde Schlangen mit seinem Stab schlug; sieben Jahre später wurde er bei einer identischen Begegnung wieder in einen Mann verwandelt) und seine Tochter Manto. Ebenfalls in dieser Bolgia sind Aruns (ein etruskischer Wahrsager, der den Sieg Caesars im römischen Bürgerkrieg in Lucans Pharsalia I, 585–638, vorhersagte), der griechische Augur Eurypylus, die Astrologen Michael Scot (diente am Hof Friedrichs II. in Palermo) und Guido Bonatti (diente am Hof von Guido da Montefeltro) sowie Asdente (ein Schuhmacher und Wahrsager aus Parma). Virgil deutet an, dass der Mond jetzt über den Säulen des Herkules im Westen untergeht: die Zeit ist kurz nach 6:00 Uhr morgens, der Morgengrauen des Karsamstags.

#### Canto XXI
Bolgia 5 – Barratieri : Korrupte Politiker, die durch den Handel mit öffentlichen Ämtern zu Geld gekommen sind (das politische Analogon zu den Simonisten), werden in einen See aus kochendem Pech getaucht, der die klebrigen Finger und dunklen Geheimnisse ihrer korrupten Geschäfte repräsentiert. Sie werden von Dämonen namens Malebranche („Böse Klauen“) bewacht, die sie mit Klauen und Enterhaken in Stücke reißen, wenn sie sie oberhalb der Oberfläche des Pechs erwischen. Die Dichter beobachten, wie ein Dämon mit einem korrupten Senator aus Lucca ankommt und ihn in das Pech wirft, wo sich die Dämonen auf ihn stürzen. Virgil sichert sich das Geleit des Anführers der Malebranche, genannt Malacoda („Böser Schwanz“). Er informiert sie, dass die Brücke über den Sechsten Bolgia zerbrochen ist (als Folge des Erdbebens, das die Hölle beim Tod Christi im Jahr 34 n. Chr. erschütterte), dass es aber eine weitere Brücke gibt. Er schickt eine Gruppe von Dämonen, angeführt von Barbariccia, um sie sicher zu eskortieren. Basierend auf den Details in diesem Canto (und wenn man davon ausgeht, dass der Tod Christi genau zur Mittagszeit stattgefunden hat), ist es jetzt 7:00 Uhr morgens am Karsamstag. Die Dämonen bieten eine wilde und satirische schwarze Komödie – in der letzten Zeile von Canto XXI wird das Zeichen für ihren Marsch durch einen Furz gegeben: „und er hatte eine Trompete aus seinem Esel gemacht“.

#### Canto XXII
Einer der Schmarotzer, ein nicht identifizierter Navarrese (von frühen Kommentatoren als Ciampolo identifiziert), wird von den Dämonen ergriffen, und Virgil befragt ihn. Der Sünder spricht von seinen Miträubern, Bruder Gomita (ein korrupter Mönch in Gallura, der schließlich von Nino Visconti gehängt wurde (siehe Purg. VIII), weil er Bestechungsgelder angenommen hatte, um Gefangene entkommen zu lassen) und Michel Zanche (ein korrupter Vikar von Logodoro unter König Enzo von Sardinien). Er bietet an, einige seiner Leidensgenossen in die Hände der Dämonen zu locken, und als sein Plan angenommen wird, flieht er zurück auf das Spielfeld. Alichino und Calcabrina beginnen eine Schlägerei in der Luft und fallen selbst in das Pech, und Barbariccia organisiert eine Rettungsgruppe. Dante und Virgil nutzen die Verwirrung, um sich davonzuschleichen.

#### Canto XXIII
Bolgia 6 – Heuchler: Die Dichter entkommen dem verfolgenden Malebranche, indem sie die schräge Böschung der nächsten Grube hinunterrutschen. Hier finden sie die Heuchler, die in bleiernen Gewändern lustlos auf einem schmalen Weg in die Ewigkeit laufen. Die Gewänder sind außen glänzend vergoldet und haben die Form einer Mönchskutte – die äußere Erscheinung des Heuchlers „glänzt hell und geht als Heiligkeit durch, aber unter dieser Schau liegt das schreckliche Gewicht seines Betrugs“, eine Falschheit, die sie niederdrückt und ihnen geistigen Fortschritt unmöglich macht. Dante spricht mit Catalano dei Malavolti und Loderingo degli Andalò, zwei Brüdern aus Bologna, die dem Orden der Frati gaudenti angehören, einem Orden, der in dem Ruf stand, seine Gelübde nicht einzuhalten, und der schließlich per päpstlichem Dekret aufgelöst wurde. Bruder Catalano weist auf Kaiphas hin, den Hohepriester Israels unter Pontius Pilatus, der den Pharisäern riet, Jesus zum Wohle der Allgemeinheit zu kreuzigen (Joh 11,49-50 ). Er selbst wird mit drei großen Pfählen an den Boden der Hölle gekreuzigt, und zwar in einer solchen Position, dass jeder vorbeigehende Sünder auf ihn treten muss: er „muss auf seinem Körper das Gewicht der ganzen Heuchelei der Welt ertragen“. Die Frati erklären Virgil, wie er aus der Grube klettern kann; Virgil entdeckt, dass Malacoda ihn über die Brücken über den Sechsten Bolgia belogen hat.

#### Canto XXIV
Bolgia 7 – Diebe: Dante und Virgil verlassen die Bolgia der Heuchler, indem sie auf die zerstörten Felsen einer Brücke klettern, die durch das große Erdbeben zerstört wurde, und gehen dann über die Brücke der siebten Bolgia auf die andere Seite, um den nächsten Abgrund zu betrachten. Die Grube ist mit monströsen Reptilien gefüllt: Die Schatten der Diebe werden von Schlangen und Eidechsen verfolgt und gebissen, die sich um die Sünder winden und ihnen die Hände auf dem Rücken binden. Der ganze Schrecken der Strafe der Diebe wird allmählich enthüllt: So wie sie im Leben anderen Menschen die Substanz gestohlen haben, wird hier ihre eigene Identität zum Gegenstand des Diebstahls. Ein Sünder, der sich widerwillig als Vanni Fucci zu erkennen gibt, wird von einer Schlange an der Halsvene gebissen, geht in Flammen auf und formt sich aus der Asche wie ein Phönix neu. Vanni erzählt eine dunkle Prophezeiung gegen Dante.

#### Canto XXV
Vanni schleudert Gott eine Obszönität entgegen, woraufhin sich die Schlangen über ihn hermachen. Der Zentaur Cacus kommt, um den Unglücklichen zu bestrafen; er hat einen feuerspeienden Drachen auf seinen Schultern und Schlangen, die seinen Pferderücken bedecken. (In der römischen Mythologie wurde Cacus, der monströse, feuerspeiende Sohn Vulkans, von Herkules getötet, weil er das Vieh des Helden überfallen hatte; in der Aeneis VIII, 193–267 beschreibt Virgil ihn nicht als Zentaur). Dante trifft dann fünf edle Diebe von Florenz und beobachtet ihre verschiedenen Verwandlungen. Agnello Brunelleschi, in menschlicher Gestalt, wird mit der sechsbeinigen Schlange, die Cianfa Donati ist, verschmolzen. Eine Figur namens Buoso (vielleicht entweder Buoso degli Abati oder Buoso Donati, letzterer wird in Inf. XXX.44 erwähnt) erscheint zunächst als Mann, tauscht aber die Gestalt mit Francesco de' Cavalcanti, der Buoso in Form einer vierfüßigen Schlange beißt. Puccio Sciancato bleibt vorerst unverändert.

#### Canto XXVI
Bolgia 8 – Die Berater des Betrugs: Dante richtet ein leidenschaftliches Klagelied an Florenz, bevor er sich der nächsten Bolgia zuwendet. Hier bewegen sich betrügerische Berater oder böse Ratgeber umher, versteckt in einzelnen Flammen. Es handelt sich dabei nicht um Menschen, die falsche Ratschläge gaben, sondern um Menschen, die ihre Position dazu nutzten, anderen zu raten, sich auf Betrug einzulassen. Odysseus und Diomedes werden gemeinsam in einer großen doppelköpfigen Flamme bestraft; sie werden für die List des Trojanischen Pferdes (die zum Fall von Troja führte), für die Überredung von Achilles, nach Troja zu segeln (wodurch Deidamia vor Kummer starb) und für den Diebstahl der heiligen Statue der Pallas, des Palladiums (von dem, so glaubte man, das Schicksal Trojas abhing), verurteilt. Odysseus, die Figur im größeren Horn der Flamme, erzählt die Geschichte seiner letzten Reise und seines Todes (eine Erfindung von Dante). Er erzählt, wie nach seiner Gefangenschaft durch Circe seine Liebe weder zu seinem Sohn, noch zu seinem Vater, noch zu seiner Frau seinen Wunsch überwältigen konnte, auf das offene Meer hinauszufahren, um „Erfahrungen mit der Welt / und mit den Lastern und dem Wert der Menschen zu sammeln“. Als sie sich den Säulen des Herkules nähern, drängt Odysseus seine Mannschaft:

„'Brüder,' sagte ich, 'o ihr, die ihr nach Überwindung

 hunderttausend Gefahren durchquert habt, erreicht den Westen,

 in dieser kurzen Zeit des Erwachens, die euren Sinnen noch bleibt.

 die euren Sinnen noch bleibt, ihr dürft nicht leugnen

 die Erfahrung dessen, was jenseits der Sonne liegt

 der Sonne liegt, und der Welt, die unbevölkert ist.

 Bedenkt die Saat, die euch geboren hat:

 Ihr wurdet nicht geschaffen, um als Tiere zu leben,

 sondern um Nachfolger von Wert und Wissen zu sein.'“

Odysseus erzählt, wie er und seine Männer über den Äquator nach Süden reisten, die südlichen Sterne beobachteten und feststellten, dass der Nordstern unter den Horizont gesunken war; nach fünfmonatiger Überfahrt sichteten sie den Berg Fegefeuer in der südlichen Hemisphäre, bevor sie in einem Schiffswrack starben.

#### Canto XXVII

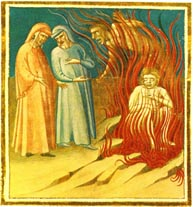
Dante und Virgil treffen Guido da Montefeltro, um 1420

Dante wird von Guido da Montefeltro, dem Oberhaupt der Ghibellinen der Romagna, angesprochen und um Neuigkeiten aus seinem Land gebeten. Dante antwortet mit einer tragischen Zusammenfassung des aktuellen Zustands der Städte der Romagna. Guido erzählt dann sein Leben: er riet Papst Bonifaz VIII., der Familie Colonna, die sich 1297 in der Burg von Palestrina in Latium eingemauert hatte, eine falsche Amnestie anzubieten. Als die Colonna die Bedingungen akzeptierten und die Burg verließen, machte der Papst sie dem Erdboden gleich und ließ sie ohne Zuflucht zurück. Guido beschreibt, wie der heilige Franziskus, der Gründer des Franziskanerordens, kam, um seine Seele in den Himmel zu holen, nur um einen Teufel zu haben, der Vorrang beanspruchte. Obwohl Bonifatius Guido im Voraus die Absolution für seinen bösen Rat erteilt hatte, weist der Teufel auf die Ungültigkeit hin: Absolution erfordert Reue, und ein Mensch kann nicht gleichzeitig für eine Sünde zerknirscht sein, während er sie zu begehen beabsichtigt.

#### Canto XXVIII
Bolgia 9 – Säer der Zwietracht: In der neunten Bolgia werden die Zwietrachtsäer für alle Ewigkeit von einem großen Dämon mit einem blutigen Schwert zerhackt und verstümmelt; ihre Körper sind geteilt, da ihre Sünde im Leben darin bestand, zu zerreißen, was Gott als Einheit vorgesehen hatte; dies sind die Sünder, die „bereit sind, das ganze Gefüge der Gesellschaft zu zerreißen, um einen sektionalen Egoismus zu befriedigen“. Die Seelen müssen ihre zerstörten Körper durch den Graben schleppen, wobei ihre Wunden im Laufe des Kreislaufs heilen, nur damit der Dämon sie erneut zerreißt. Diese werden in drei Kategorien eingeteilt: 1. religiöse Spaltung und Zwietracht, 2. zivile Unruhen und politische Zwietracht und 3. Familienzwietracht oder Zwietracht zwischen Verwandten. Zur ersten Kategorie gehört Mohammed, der Gründer des Islam: Sein Körper ist von der Leiste bis zum Kinn aufgerissen, und seine Eingeweide hängen heraus. Dante sah offenbar in Mohammed die Ursache für eine Spaltung innerhalb des Christentums, als er und seine Anhänger sich abspalteten. Dante verurteilt auch Mohammeds Schwiegersohn Ali für die Spaltung zwischen Sunniten und Schiiten: sein Gesicht ist von oben bis unten gespalten. Mohammed bittet Dante, den Schismatiker und Ketzer Fra Dolcino zu warnen. In der zweiten Kategorie sind Pier da Medicina (seine Kehle aufgeschlitzt, die Nase bis zu den Augenbrauen abgeschnitten, eine Wunde, wo eines seiner Ohren war), der römische Tribun Gaius Scribonius Curio (der Caesar riet, den Rubikon zu überschreiten und damit den Bürgerkrieg zu beginnen; seine Zunge wird abgeschnitten), und Mosca dei Lamberti (der die Familie Amidei anstiftete, Buondelmonte dei Buondelmonti zu töten, was zum Konflikt zwischen Guelfen und Ghibellinen führte; seine Arme werden abgehackt). In der dritten Kategorie von Sündern schließlich sieht Dante Bertrand de Born (1140–1215). Der Ritter trägt seinen abgetrennten Kopf an seinen eigenen Haaren herum und schwingt ihn wie eine Laterne. Bertrand soll einen Streit zwischen Heinrich II. von England und seinem Sohn Prinz Heinrich dem jungen König verursacht haben; seine Strafe in der Hölle ist die Enthauptung, da die Trennung von Vater und Sohn einer Abtrennung des Kopfes vom Körper gleichkommt.

#### Canto XXIX

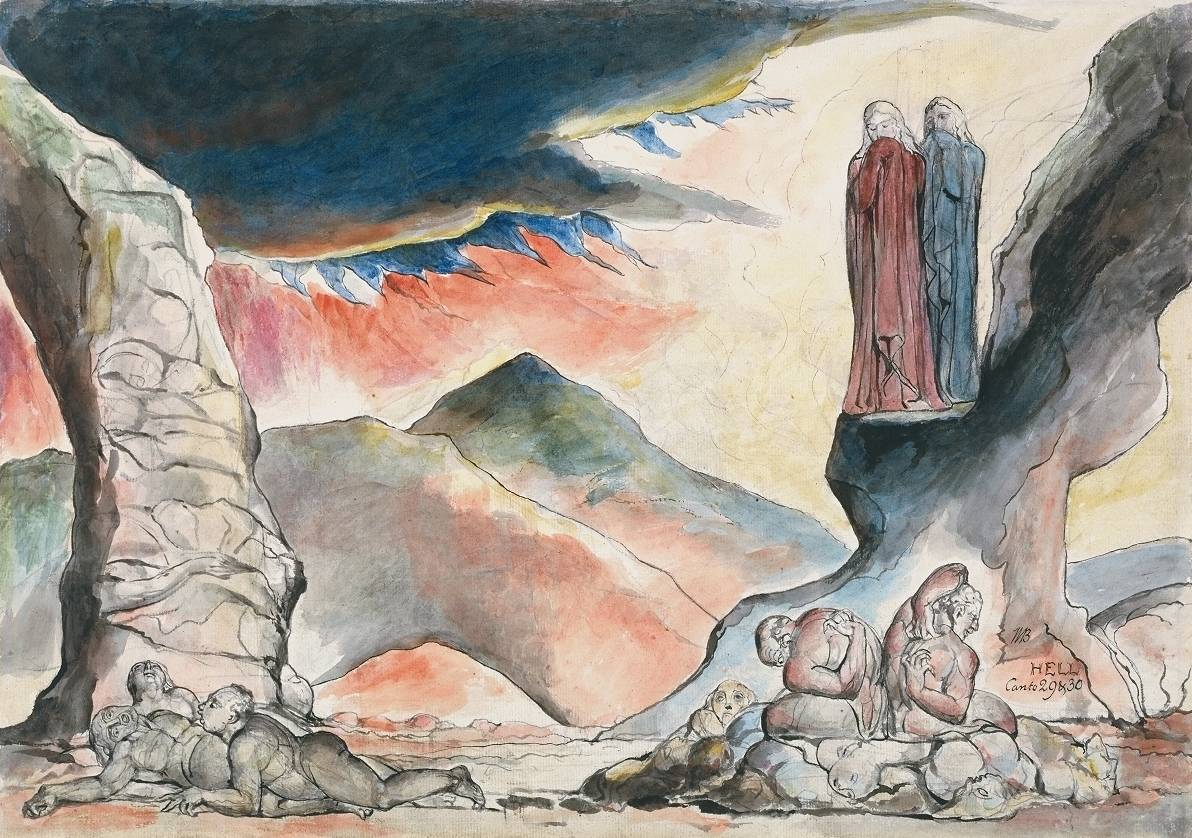
William Blake: Die Fälscher, um 1824

Bolgia 10 – Fälscher: Die letzte Bolgia des Achten Kreises ist die Heimat verschiedener Arten von Fälschern. Als „Seuche“ der Gesellschaft sind sie selbst mit verschiedenen Arten von Leiden behaftet: schreckliche Krankheiten, Gestank, Durst, Dreck, Dunkelheit und Geschrei. Einige liegen auf dem Boden, während andere hungrig durch die Grube rennen und andere in Stücke reißen. Kurz vor ihrer Ankunft in dieser Grube gibt Virgil an, dass es ungefähr Mittag des Karsamstags ist, und er und Dante diskutieren über einen von Dantes Verwandten (Geri de Bello) unter den Zwietrachtsäern im vorherigen Graben. Die erste Kategorie von Verfälschern, auf die Dante trifft, sind die Alchemisten (Verfälscher der Dinge). Er spricht mit zwei Geistern, die sich bösartig an ihrem aussätzigen Schorf schrubben und kratzen: Griffolino d'Arezzo (ein Alchemist, der dem törichten Alberto da Siena Geld abnahm mit dem Versprechen, ihn das Fliegen zu lehren; Albertos angeblicher Vater, der Bischof von Siena, ließ Griffolino auf dem Scheiterhaufen verbrennen) und Capocchio (1293 in Siena auf dem Scheiterhaufen verbrannt, weil er Alchemie praktizierte).

#### Canto XXX
Plötzlich rennen zwei Geister – Gianni Schicchi de' Cavalcanti und Myrrha, beide als Hochstapler (Personenfälscher) bestraft – tollwütig durch die Grube. Schicchi versenkt seine Hauer in Capocchios Hals und zerrt ihn wie eine Beute davon. Griffolino erklärt, wie Myrrha sich verkleidete, um Inzest mit ihrem Vater, König Cinyras, zu begehen, während Schicchi sich als der tote Buoso Donati ausgab, um ein Testament zu diktieren, das ihm mehrere lukrative Vermächtnisse einbrachte. Dante trifft dann auf Meister Adam von Brescia, einen der Geldfälscher: für die Herstellung von Florentiner Gulden aus einundzwanzig (statt vierundzwanzig) Karat Gold wurde er 1281 auf dem Scheiterhaufen verbrannt. Er wird mit einer abscheulichen, wassersuchtartigen Krankheit bestraft, die ihm einen aufgeblähten Magen, Bewegungsunfähigkeit und einen ewigen, unerträglichen Durst beschert. Meister Adam weist auf zwei Sünder der vierten Klasse hin, die Meineidigen (Wortfälscher). Das sind Potiphars Frau (bestraft für ihre falsche Anschuldigung gegen Joseph, (Gen 39,7-19 )) und Sinon, der achäische Spion, der die Trojaner belog, um sie zu überzeugen, das Trojanische Pferd in ihre Stadt zu bringen (Aeneis II, 57–194); Sinon ist hier und nicht in Bolgia 8, weil sein Rat sowohl falsch als auch böse war. Beide leiden an einem brennenden Fieber. Meister Adam und Sinon tauschen Beschimpfungen aus, denen Dante zusieht, bis er von Virgil zurechtgewiesen wird. Als Ergebnis seiner Scham und Reue wird Dante von seinem Führer vergeben. Sayers bemerkt, dass der Abstieg durch Malebolge „mit dem Verkauf der sexuellen Beziehung begann und zum Verkauf von Kirche und Staat überging; jetzt ist das Geld selbst korrumpiert, jede Beteuerung ist zum Meineid geworden und jede Identität eine Lüge“, so dass jeder Aspekt der sozialen Interaktion nach und nach zerstört wurde.

#### Canto XXXI
Dante und Virgil nähern sich dem zentralen Brunnen von Malebolge, auf dessen Grund der neunte und letzte Kreis der Hölle liegt. Die klassischen und biblischen Riesen – die vielleicht Stolz und andere geistige Fehler symbolisieren, die hinter den Taten des Verrats liegen – stehen im Inneren des Brunnens auf ewiger Wache, ihre Beine sind in die Ufer des Neunten Kreises eingelassen, während ihre oberen Hälften über den Rand hinausragen und von der Malebolge aus sichtbar sind. Dante verwechselt sie zunächst mit den großen Türmen einer Stadt. Unter den Riesen identifiziert Vergil Nimrod (der versucht hat, den Turm von Babel zu bauen; er ruft das unverständliche Raphèl mai amècche zabì almi); Ephialtes (der mit seinem Bruder Otus versucht hat, den Olymp während der Gigantomachie zu stürmen; seine Arme sind angekettet) und Briareus (von dem Dante behauptet, er habe die Götter herausgefordert); und Tityos und Typho, die Jupiter beleidigt haben. Auch hier ist Antaeus, der sich nicht an der Rebellion gegen die olympischen Götter beteiligte und deshalb nicht angekettet ist. Auf Virgils Zureden hin nimmt Antaeus die Dichter in seine große Handfläche und lässt sie sanft in die letzte Ebene der Hölle hinab.

### Neunter Kreis (Verrat)

#### Canto XXXII
Am Fuße des Brunnens befindet sich Dante in einem großen gefrorenen See: Cocytus, der neunte Kreis der Hölle. Gefangen im Eis, jeder entsprechend seiner Schuld, sind bestrafte Sünder, die sich des Verrats an denen schuldig gemacht haben, zu denen sie besondere Beziehungen hatten. Der Eissee ist in vier konzentrische Ringe (oder „Runden“) von Verrätern unterteilt, die in der Reihenfolge ihrer Schwere dem Verrat an Familienbanden, dem Verrat an Gemeinschaftsbanden, dem Verrat an Gästen und dem Verrat an Herren entsprechen. Dies steht im Gegensatz zum populären Bild der Hölle als feurig; wie Ciardi schreibt, „Die Verrätereien dieser Seelen waren Verleugnungen der Liebe (die Gott ist) und aller menschlichen Wärme. Nur der unerbittliche tote Mittelpunkt des Eises dient dazu, ihre Natur auszudrücken. Wie sie Gottes Liebe verleugneten, so sind sie am weitesten vom Licht und der Wärme Seiner Sonne entfernt. So wie sie alle menschlichen Bindungen verleugneten, so sind sie nur durch das unnachgiebige Eis gebunden.“ Diese letzte, tiefste Ebene der Hölle ist für Verräter und Eidbrecher reserviert (ihr berühmtester Insasse ist Judas Iskariot).
Runde 1 – Kaina: Diese Runde ist nach Kain benannt, der im ersten Akt des Mordes seinen eigenen Bruder tötete (Gen 4,8 ). Diese Runde beherbergt die Verräter an ihren Verwandten: sie haben ihre Hälse und Köpfe aus dem Eis und dürfen ihre Köpfe beugen, was einen gewissen Schutz vor dem eisigen Wind bietet. Hier sieht Dante die Brüder Alessandro und Napoleone degli Alberti, die sich irgendwann zwischen 1282 und 1286 wegen ihres Erbes und ihrer Politik gegenseitig umbrachten. Camiscion de' Pazzi, ein Ghibelline, der seinen Verwandten Ubertino ermordete, identifiziert einige andere Sünder: Mordred (verräterischer Sohn von König Artus); Vanni de' Cancellieri, genannt Focaccia (ein weißer Guelfe aus Pistoia, der seinen Cousin Detto de' Cancellieri ermordete); und Sassol Mascheroni aus der Adelsfamilie Toschi aus Florenz (ermordete einen Verwandten). Camiscion weiß, dass sein Verwandter Carlino de' Pazzi im Juli 1302 ein Bestechungsgeld annimmt, um die Burg von Piantravigne den Schwarzen zu überlassen und damit die Weißen zu verraten. Als Verräter an seiner Partei gehört Carlino nach Antenora, in den nächsten Kreis – seine größere Sünde wird Camiscion im Vergleich tugendhaft aussehen lassen.
Runde 2 – Antenora: Die zweite Runde ist nach Antenor benannt, einem trojanischen Soldaten, der seine Stadt an die Griechen verriet. Hier liegen die Landesverräter: Diejenigen, die Verrat an politischen Einheiten (Parteien, Städten oder Ländern) begangen haben, haben ihren Kopf über dem Eis, aber sie können ihren Hals nicht beugen. Dante tritt versehentlich den Kopf von Bocca degli Abati, einem verräterischen Guelfen aus Florenz, und behandelt ihn daraufhin so grausam wie keine andere Seele, die er bisher getroffen hat. Ebenfalls bestraft werden in dieser Ebene Buoso da Duera (Ghibellinenführer, der von den Franzosen bestochen wurde, um Manfred, den König von Neapel, zu verraten), Tesauro dei Beccheria (ein Ghibelline aus Pavia; von den Florentiner Guelfen 1258 wegen Verrats enthauptet), Gianni de' Soldanieri (adliger Florentiner Ghibelline, der sich nach Manfreds Tod 1266 den Guelfen anschloss), Ganelon (verriet die Nachhut Karls des Großen an die Muslime bei Roncesvalles, laut dem französischen Rolandslied) und Tebaldello de' Zambrasi von Faenza (ein Ghibelline, der seine Stadt am 13. November 1280 den Bologneser Welfen übergab). Die Dichter sehen dann zwei Köpfe, die in einem Loch eingefroren sind, wobei der eine den Nacken des anderen abnagt.

#### Canto XXXIII
Der nagende Sünder erzählt seine Geschichte: er ist der Graf Ugolino, und der Kopf, den er nagt, gehört dem Erzbischof Ruggieri. In der „pathetischsten und dramatischsten Passage des Inferno“ beschreibt Ugolino, wie er sich 1288 mit Ruggieri verschworen hat, um seinen Neffen, Nino Visconti, zu verdrängen und die Kontrolle über die Guelfen von Pisa zu übernehmen. Sobald Nino jedoch weg war, wandte sich der Erzbischof, der die geschwächte Position der Guelfen spürte, gegen Ugolino und sperrte ihn mit seinen Söhnen und Enkeln im Torre dei Gualandi ein. Im März 1289 verurteilte der Erzbischof die Gefangenen zum Tod durch Verhungern im Turm.
Runde 3 – Ptolomaea: Die dritte Region von Cocytus ist nach Ptolemäus benannt, der seinen Schwiegervater Simon Maccabaeus und seine Söhne zu einem Bankett einlud und sie dann tötete (1 Makk 16 ). Verräter an ihren Gästen liegen auf dem Rücken im Eis, während ihre Tränen in ihren Augenhöhlen gefrieren und sie mit kleinen Visieren aus Kristall versiegeln – selbst der Trost des Weinens ist ihnen verwehrt. Dante begegnet Fra Alberigo, einem der Jovialbrüder und gebürtig aus Faenza, der Dante bittet, das Visier aus Eis von seinen Augen zu entfernen. Im Jahr 1285 lud Alberigo seine Gegner, Manfred (seinen Bruder) und Alberghetto (Manfreds Sohn), zu einem Bankett ein, bei dem seine Männer die Tischgäste ermordeten. Er erklärt, dass oft die Seele eines lebenden Menschen vor seinem Tod nach Ptolomea fällt („bevor der dunkle Atropos ihren Faden durchgeschnitten hat“). Auf der Erde bewohnt dann ein Dämon den Körper bis zum natürlichen Tod des Körpers. Fra Alberigos Sünde ist identisch mit der von Branca d'Oria, einem genuesischen Ghibellinen, der 1275 seinen Schwiegervater Michel Zanche (gesehen im Achten Kreis, Bolgia 5) einlud und ihn in Stücke schneiden ließ. Branca (d. h. sein irdischer Körper) starb erst 1325, aber seine Seele, zusammen mit der seines Neffen, der ihm bei seinem Verrat assistierte, fiel nach Ptolomaea, bevor die Seele von Michel Zanche in der Bolgia der Barratieri ankam. Dante geht, ohne sein Versprechen zu halten, Fra Alberigos Augen vom Eis zu befreien („Und doch öffnete ich sie nicht für ihn; / und es war Höflichkeit, ihm Unhöflichkeit zu zeigen“).

#### Canto XXXIV
Runde 4 – Judas: Die vierte Abteilung von Cocytus, benannt nach Judas Iskariot, enthält die Verräter an ihren Herren und Wohltätern. Beim Eintritt in diese Runde sagt Vergil „Vexilla regis prodeunt inferni“ („Die Banner des Höllenkönigs rücken näher“). Judecca schweigt völlig: Alle Sünder sind vollständig in Eis eingekapselt, verzerrt und verdreht in jeder erdenklichen Position. Die Sünder geben ein Bild völliger Unbeweglichkeit ab: Es ist unmöglich, mit einem von ihnen zu sprechen, also gehen Dante und Virgil schnell weiter zum Zentrum der Hölle.

#### Zentrum der Hölle

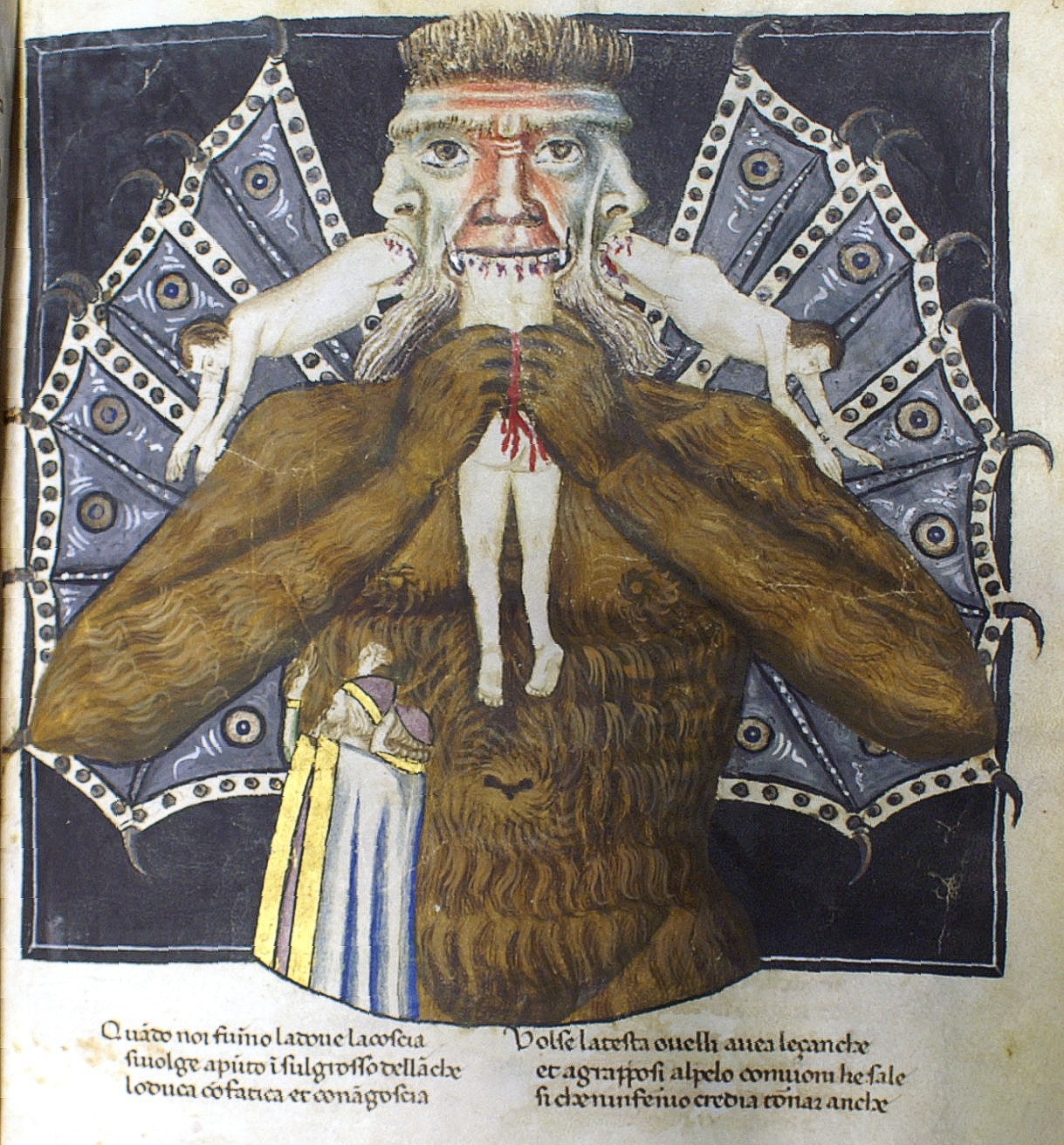
Luzifer verschlingt Brutus, Longinus und Judas Iskariot; Codex Altonensis

Im Zentrum der Hölle, verurteilt für das Begehen der ultimativen Sünde (persönlicher Verrat an Gott), befindet sich der Teufel, der von Vergil als Dis bezeichnet wird (der römische Gott der Unterwelt; der Name Dis wurde in der Antike oft für Pluto verwendet, wie zum Beispiel in Vergils Aeneis). Luzifer, der Erzverräter, wurde einst von Gott als der schönste der Engel angesehen, bevor sein Stolz ihn dazu brachte, gegen Gott zu rebellieren, was zu seiner Vertreibung aus dem Himmel führte. Luzifer ist eine riesige, furchterregende Bestie, die hüfttief im Eis gefangen ist, unbeweglich und leidend. Er hat drei Gesichter, jedes in einer anderen Farbe: ein rotes (die Mitte), ein blassgelbes (das rechte) und ein schwarzes (das linke):

„… er hatte drei Gesichter: eines vorne blutrot;

 und dann noch zwei weitere, die, knapp über

 der Mitte jeder Schulter, sich mit der ersten verbanden;

 und am Scheitel waren alle drei wieder zusammengefügt;

 das rechte sah etwas gelb, etwas weiß aus;

 die linke war in ihrem Aussehen wie jene

 die von dort kommen, wo der Nil, absteigend, fließt.“

Dorothy L. Sayers bemerkt, dass die drei Gesichter Satans von einigen als Hinweis auf seine Kontrolle über die drei menschlichen Rassen verstanden werden: rot für die Europäer (von Japhet), gelb für die Asiaten (von Sem) und schwarz für die Afrikaner (von Ham). Alle Interpretationen erkennen, dass die drei Gesichter eine fundamentale Perversion der Trinität darstellen: Satan ist impotent, unwissend und voller Hass, im Gegensatz zur allmächtigen, allwissenden und allliebenden Natur Gottes. Luzifer behält seine sechs Flügel (er gehörte ursprünglich zur Engelsordnung der Seraphim, beschrieben in Jesaja (Jes 6,2 )) aber diese sind jetzt dunkel, fledermausartig und nutzlos: der eisige Wind, der vom Schlagen von Luzifers Flügeln ausgeht, sorgt nur dafür, dass er selbst im gefrorenen See gefangen ist. Er weint aus seinen sechs Augen, und seine Tränen vermischen sich mit blutigem Schaum und Eiter, während sie seine drei Kinne hinunterfließen. Jedes Gesicht hat einen Mund, der ewig an einem prominenten Verräter kaut. Brutus und Longinus baumeln mit ihren Füßen im linken bzw. rechten Maul, weil sie an der Ermordung Julius Caesars (15. März 44 v. Chr.) beteiligt waren – eine Tat, die für Dante die Zerstörung eines geeinten Italiens und die Tötung des Mannes bedeutete, der göttlich dazu bestimmt war, die Welt zu regieren. Im zentralen, bösartigsten Mund ist Judas Iskariot, der Apostel, der Christus verraten hat. Judas wird von den drei Verrätern am schrecklichsten gefoltert: Sein Kopf wird in Luzifers Mund zernagt, während sein Rücken für immer von Luzifers Klauen gehäutet und zerfetzt wird. Nach Dorothy L. Sayers, „so wie Judas den Verrat gegen Gott darstellt, so stellen Brutus und Cassius den Verrat gegen den Menschen in der Gesellschaft dar; oder wir können sagen, dass wir hier die Bilder des Verrats gegen die göttliche und die weltliche Regierung der Welt haben“.

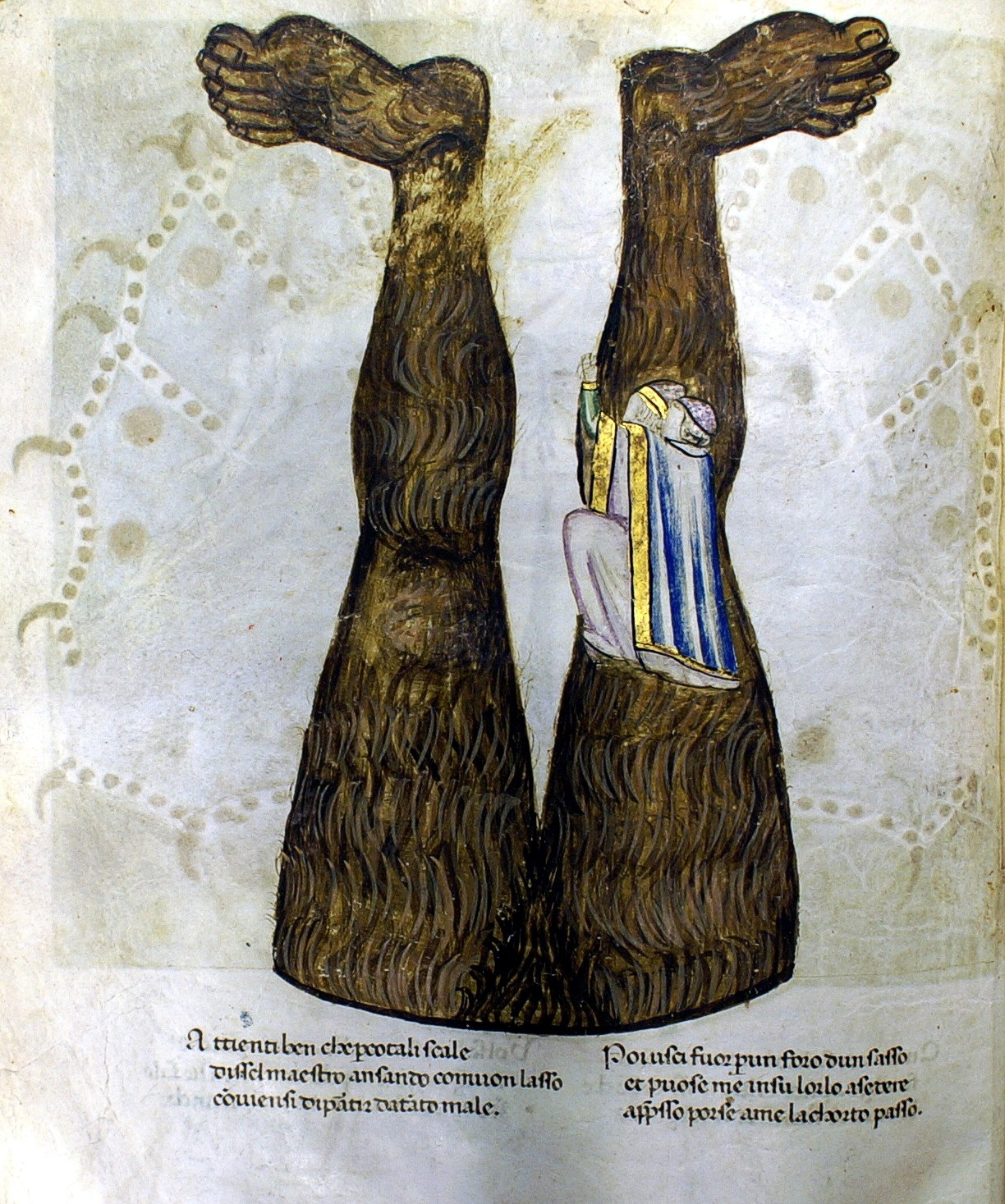
Dante und Virgil auf der Flucht, Codex Altonensis

Gegen 18:00 Uhr am Samstagabend beginnen Virgil und Dante ihre Flucht aus der Hölle, indem sie mit den Füßen voran an Satans zerlumptem Fell hinunterklettern. Wenn sie Satans Genitalien erreichen, passieren die Dichter das Zentrum des Universums und der Schwerkraft von der nördlichen Hemisphäre des Landes zur südlichen Hemisphäre des Wassers. Als Vergil die Richtung ändert und beginnt, „nach oben“ zur Oberfläche der Erde an den Antipoden zu steigen, glaubt Dante in seiner Verwirrung zunächst, dass sie in die Hölle zurückkehren. Virgil gibt an, dass die Zeit auf halbem Weg zwischen den kanonischen Stunden Prime (6 Uhr morgens) und Terce (9 Uhr morgens) liegt – also 7:30 Uhr desselben Karsamstags, der gerade zu Ende geht. Dante ist verwirrt, wie es nach etwa anderthalb Stunden Aufstieg nun offenbar Morgen ist. Virgil erklärt, dass dies ein Ergebnis des Durchgangs durch den Erdmittelpunkt in die südliche Hemisphäre ist, die zwölf Stunden vor Jerusalem, der zentralen Stadt der nördlichen Hemisphäre, liegt (wo es daher gerade 19:30 Uhr ist).
Virgil fährt fort zu erklären, wie die südliche Hemisphäre einst mit trockenem Land bedeckt war, aber das Land wich entsetzt nach Norden zurück, als Luzifer vom Himmel fiel und durch den Ozean ersetzt wurde. Währenddessen stürzte das innere Gestein, das Luzifer beim Sturz ins Zentrum der Erde verdrängte, nach oben an die Oberfläche der südlichen Hemisphäre, um den Kontakt mit ihm zu vermeiden, und bildete den Berg des Fegefeuers. Dieser Berg – die einzige Landmasse in den Gewässern der südlichen Hemisphäre – erhebt sich an einem Punkt direkt gegenüber von Jerusalem über die Oberfläche. Die Dichter steigen dann eine schmale Felsspalte hinauf durch den „Raum, der zwischen dem von der konvexen Seite des Kokytus gebildeten Boden und der Unterseite der Erde darüber enthalten ist“, und bewegen sich dabei in Opposition zu Lethe, dem Fluss des Vergessens, der vom Gipfel des Fegefeuers herabfließt. Die Dichter tauchen schließlich am Morgen des Ostersonntags (10. April 1300 n. Chr.) kurz vor der Morgendämmerung unter einem mit Sternen übersäten Himmel auf.

## Textausgaben
- Dante Alighieri: La Commedia, Die Göttliche Komödie. Band 1: Inferno, Hölle. Italienisch/Deutsch. In Prosa übers. und kommentiert von Hartmut Köhler. Stuttgart: Reclam 2010. (Reclams Universal-Bibliothek. 18596.) ISBN 978-3-15-010750-8

deutsche Übersetzungen
- Dante Alighieri: Die Divina Commedia. In deutsche Prosa übersetzt und erläutert von Georg Peter Landmann. Würzburg: Königshausen & Neumann 1997. ISBN 978-3-8260-1222-8
- Dantes Inferno. Der große Klassiker in jungem Deutsch. Mit zahlreichen Illustrationen. Übers. von Katharina Tiwald. Edition Ausblick 2015. ISBN 978-3-903798-36-6
- Dante Alighieri: Inferno. Aus dem It. von Kurt Flasch. Zeichnungen von Ruth Gesser. Frankfurt a. M.: S. Fischer 2017. (Fischer Taschenbibliothek.) ISBN 978-3-596-52157-9 (Prosafassung)

englische Übersetzungen und Kommentare
- Dante Alighieri: The Inferno. Afterword Edward M. Cifelli, historical introduction Archibald T. MacAllister, translation John Ciardi. Penguin Publ. Group 2009. ISBN 978-0-451-53139-1
- Dante Alighieri: The Divine Comedy, Part 1: Hell. Translated by Dorothy L. Sayers. Penguin Classics 1950. ISBN 978-0-14-044006-5

## Dantes Infernoin Mathematik, Musik, Theater, Film und Popkultur
1588 hielt der 22-jährige Galileo Galilei eine Vorlesung vor der Accademia di Belle Arti in Florenz zum Thema „Gestalt, Lage und Größe von Dantes Hölle“. Sie war ein launiges Unterfangen, durch geometrische Berechnungen die unterirdische Ausdehnung und Durchmesser der Kreise des Inferno anhand der spärlichen Angaben Dantes abzuschätzen. Die Vorlesung half ihm, seine erste Berufung als Professur für Mathematik an der Universität Pisa zu erhalten.
Das 1901 von Max Reger komponierte Orgelwerk Symphonische Fantasie und Fuge op. 57 wurde nach eigener Aussage von dieser Komödie inspiriert.
1911 hatte der Stummfilm La Divina Commedia, Regie Giuseppe de Liguoro (1869–1944) im Teatro Mercadante in Neapel Premiere. Der Film, der Szenen aus dem Inferno nach den Illustrationen von Gustave Doré aufgreift, war der erste Spielfilm in voller Länge, der in Italien gedreht wurde. Die Musik komponierte Raffaele Caravaglios (1864–1941). Die Drehzeit des Films dauerte 3 Jahre, unter Mitwirkung von über 150 Statisten.
Der Film war auch international außerordentlich erfolgreich und spielte in den USA 2 Millionen US-Dollar ein. 2004 brachte Snapper Music eine DVD in einer restaurierten Fassung der Cineteca di Bologna auf den Markt. 1924 entstand mit Die Nacht des Inferno die erste US-Adaption.
1990 drehte Peter Greenaway zusammen mit dem Maler, Komponisten und Dante-Übersetzer Tom Phillips für das Fernsehen die Reihe A TV Dante, cantos 1-8, die mit dem Spezialpreis des Prix Italia ausgezeichnet wurde. Die Serie wurde ab Canto 9 durch Raoul Ruiz fortgesetzt. Dante und Virgil werden durch John Gielgud und Bob Peck verkörpert.
2004 veröffentlichten Sandow Birk und Marcus Sanders die Graphic Novel „Dante’s Inferno“. Die Geschichte ist in Los Angeles von heute angesiedelt, mit Wolkenkratzern, Fastfoodketten und Hubschraubern. Dante, in Sneakers und Jeans gekleidet, wird von Virgil in Toga und Tunika in eine üble Unterwelt geleitet, in der Luzifer herrscht.
Wie Birk in einem Interview ausführt, wollte er die Relevanz philosophischer und theologischer Vorstellungen in Dantes Epos, des Katholizismus und des Christentums in Bezug setzen zum Leben in einem Amerika von heute und deren Relevanz für die heutige Welt überprüfen.
Die rund 200 Zeichnungen wurden u. a. 2004 im Columbia College der New Yorker Columbia University und im San Jose Museum of Modern Art ausgestellt.
2007 drehten Sean Meredith und Marcus Sanders auf der Grundlage des Buchs den Animationsfilm Dante's Inferno als Satire auf die Gesellschaft und die Politik der Vereinigten Staaten von heute.
Die von Birk auf Papier gezeichneten und aquarellierten Spielfiguren agieren auf einer Theaterbühne im Stil eines viktorianischen Puppentheaters für Kinder. Der Film hatte Premiere auf dem Slamdance Festival 2007.
2010 hatte das Musical „La Divina Commedia“ mit der Musik von Marco Frisina nach einem Libretto von Gianmaria Pagano in einem Zelt in der Nähe der Universität Tor Vergata am Stadtrand von Rom Premiere. Thema des ersten Akts ist Dantes Inferno. Das Musical hatte in Rom eine Laufzeit von vier Wochen und 50.000 Zuschauer. 2018 produzierte MIC eine DVD des Musicals unter der Regie von Andrea Ortis, der auch die Rolle des Virgil spielte. Anschließend ging die Inszenierung nach Mailand und nach Regio di Calabria.
2010 erschien das Videospiel Dante’s Inferno bei Electronic Arts und Visceral Games. Auf der Grundlage dieses Computerspiels hat die israelische Body-Art-Künstlerin Tal Peleg (* 1985) ein aufwendiges Video produziert.
Ebenfalls 2010 erschien der Kurzfilm Dante’s Inferno: Abandon All Hope von Boris Acosta.
Der in Schwarzweiß gedrehte Film stützt sich auf die Dante-Illustrationen von Gustave Doré und verwendet Ausschnitte aus der ersten Inferno-Verfilmung von 1911.
2012 kam Acostas Film Inferno by Dante mit Jeff Conway und Eric Roberts heraus, ein Spielfilm in einer Mischung von Dokumentations- und Animationsfilm von 2 Stunden Dauer.
Auch dieser in Schwarzweiß gedrehte Film stützt sich auf die Dante-Illustrationen von Gustave Doré und verwendet Ausschnitte aus der ersten Inferno-Verfilmung von 1911. Jeff Conway ist der Erzähler, die Musik komponierte Aldo De Tata (* 1957).
2012 startete Roberto Benigni in Florenz sein TuttoDante-Projekt, als er vom 20. Juli bis zum 6. August auf der Piazza Santa Croce die 13 Gesänge von Dantes Inferno vor über fünftausend Besuchern pro Abend rezitierte und kommentierte. Auftritte an den Universitäten Pisa, Padua, Bologna und der Sapienza in Rom folgten.
In den folgenden Jahren tourte er mit TuttoDante nach London, Paris, Zürich, Lugano, Brüssel, München, Genf, Köln, Frankfurt, Madrid, Athen, Patras, Basel, New York, San Francisco, Montreal, Boston, Toronto, Quebec City und Chicago. Die meisten Veranstaltungen fanden unter freiem Himmel statt.
Inzwischen haben mehr als eine Million Menschen Benignis Dante-Interpretation gesehen. La Melampo Cinematografica hat 2013 eine Kassette mit 3 CDs von TuttoDante produziert, mit Roberto Forges an der Kamera.
2014 kam der Film Katakomben, im englischen As Above so Below (von John Erick Dowdle), in die Kinos. Der Film bezieht Inspiration aus Dante’s Inferno und zeigt die Durchquerung der neun Kreise der Hölle.
2016 brachte das Schauspiel Wuppertal „Die Hölle/Inferno“ nach Dante in der Textfassung von Thomas Braus und der Inszenierung von Johann Kresnik als Begehung des Wuppertaler Opernhauses vom Kronleuchterfoyer bis zum Kronenboden heraus.
In Dan Browns Roman Inferno liefert Dantes Inferno dem Protagonisten Robert Langdon den Schlüssel zur Entzifferung eines Traums, den er als Unfallopfer in einer Florentiner Klinik hatte. Das Buch wurde 2016 unter demselben Titel  mit Tom Hanks in der Hauptrolle verfilmt.
Ab 2024 veröffentlicht Netflix die TV-Serie The Divine Comedy. Inferno, Purgatory, and Paradise, Regie Boris Acosta.
2021 komponierte Lucia Ronchetti als Auftragswerk der Oper Frankfurt und des Schauspiel Frankfurt die Oper Inferno nach Dante Alighieri mit einem Epilog von Tiziano Scarpa.